# Samoa
Samoa (en inglés: Samoa; en samoano: Sāmoa), oficialmente Estado Independiente de Samoa (inglés: Independent State of Samoa; samoano: Malo Sa'oloto Tuto'atasi o Sāmoa), es un país soberano insular de Oceanía integrado dentro de la Polinesia. Su capital y ciudad más poblada es Apia, en la isla de Upolu.
Anteriormente conocida como Samoa Alemana de 1900 a 1914 y Samoa Occidental desde 1914 hasta 1997, es un país que comprende la parte occidental del archipiélago de Samoa, en el Pacífico Sur. Se independizó de Nueva Zelanda en 1962. Las dos principales islas del país son Upolu y Savai'i.
Samoa fue admitida en la ONU el 15 de diciembre de 1976. El archipiélago samoano completo, incluyendo a Samoa Americana, era conocido con el nombre de «Islas Navegadores» por los exploradores europeos del
siglo XIX debido a la destreza para navegar de los samoanos. Debido a su huso horario, actualmente Samoa es el primer país en recibir el Año Nuevo junto con Kiribati, ya que se encuentra justo al oeste de la Línea Internacional de Cambio de Fecha (el punto extremo más oriental del mundo).

## Etimología
El origen exacto del nombre es incierto, habiendo varias versiones.
De acuerdo con una de ellas, Samoa, es una versión corta de Sa-IA-Moa, que se traduce del idioma samoano como "consagrado a Moa". Esta versión se relaciona con una leyenda polinesia, en la cual el dios del universo Tangaloa tenía un hijo llamado Moa y una hija llamada Lou. Cuando Lou se casa, tiene un hijo llamado Lu, también llamado Lou. Una noche, mientras dormían, Tangaloa escuchó a su nieto cantar las palabras "Moa-Lu, Moa-Lu". Tras cierto tiempo, cambió su procedimiento y empezó a cantar "Lu-Moa, Lu-Moa", esto es, poniendo su nombre antes que el de su tío Moa. Tagaloa lo escuchó, y se enfadó mucho, creyendo que su nieto era muy arrogante. Le pidió a Lu que le rascara la espalda. Cuando Lu empezó a hacerlo, Tagaloa tomó al niño y empezó a golpearlo. Horrorizado, Lu escapó y se fue a vivir a la Tierra. Tagaloa también le advirtió que debía honrar a su tío Moa. Lu, una vez ya en la Tierra recordó el mandato de su abuelo y decidió nombrar a su nuevo hogar "Sa-IA-Moa". Con el tiempo este nombre se transformó en Samoa.
Sin embargo, entre los locales existe una versión más popular. Los samoanos indican que "Moa" significa "centro" o "pollo" (aunque en las Islas Manu'a, no se usa la palabra en este contexto, donde la palabra para "pollo" es "Manu"). Por lo tanto, se podría traducir el nombre del país desde el idioma samoano como "centro sagrado del universo" o como "lugar de Moa" (Moa - ave local que parece un pollo).
Además "Moa" es un apellido, que son titulares del título real Tuimana.

## Historia
La historia de Samoa comenzó cuando inmigrantes de las islas Lau, en el este de Fiyi, llegaron a las islas samoanas aproximadamente hace 3500 años, y de ahí se establecieron en el resto de Polinesia. El contacto con los europeos comenzó en los primeros años del siglo XVIII, pero no se intensificó hasta la llegada de los comerciantes y misioneros británicos alrededor de 1830.
A través del siglo XIX, el Reino Unido, Alemania y los Estados Unidos reclamaron partes del Reino de Samoa, y establecieron puestos de comercio.
El rey Malietoa Laupepa murió en 1898 y fue sucedido por Malietoa Tooa Mataafa. Los cónsules de Estados Unidos y el Reino Unido apoyaron a Malietoa Tanu, hijo de Laupepa, como nuevo monarca. Buques de guerra norteamericanos y británicos, incluido el USS Philadelphia, bombardearon Apia el 15 de marzo de 1899.

### Colonización alemana
En la Convención Tripartita de Samoa, una comisión conjunta de tres miembros, Bartlett Tripp por los Estados Unidos, C. N. E. Eliot, C.B. por el Reino Unido, y Freiherr Speck von Sternberg por el Imperio Alemán, acordaron dividir las islas. Alemania recibió la parte occidental (posteriormente conocida como Samoa Occidental, hoy en día solo Samoa), que contenía Upolu y Savaii y otras islas adyacentes. Estas islas pasaron a llamarse Samoa Alemana. Los Estados Unidos aceptaron Tutuila y Manu'a, que hoy en día conforman el territorio de Samoa Americana. El Reino Unido renunció a sus aspiraciones en Samoa, a cambio de que los alemanes cedieran sus protectorados en las Islas Salomón septentrionales. La monarquía fue separada del Estado.

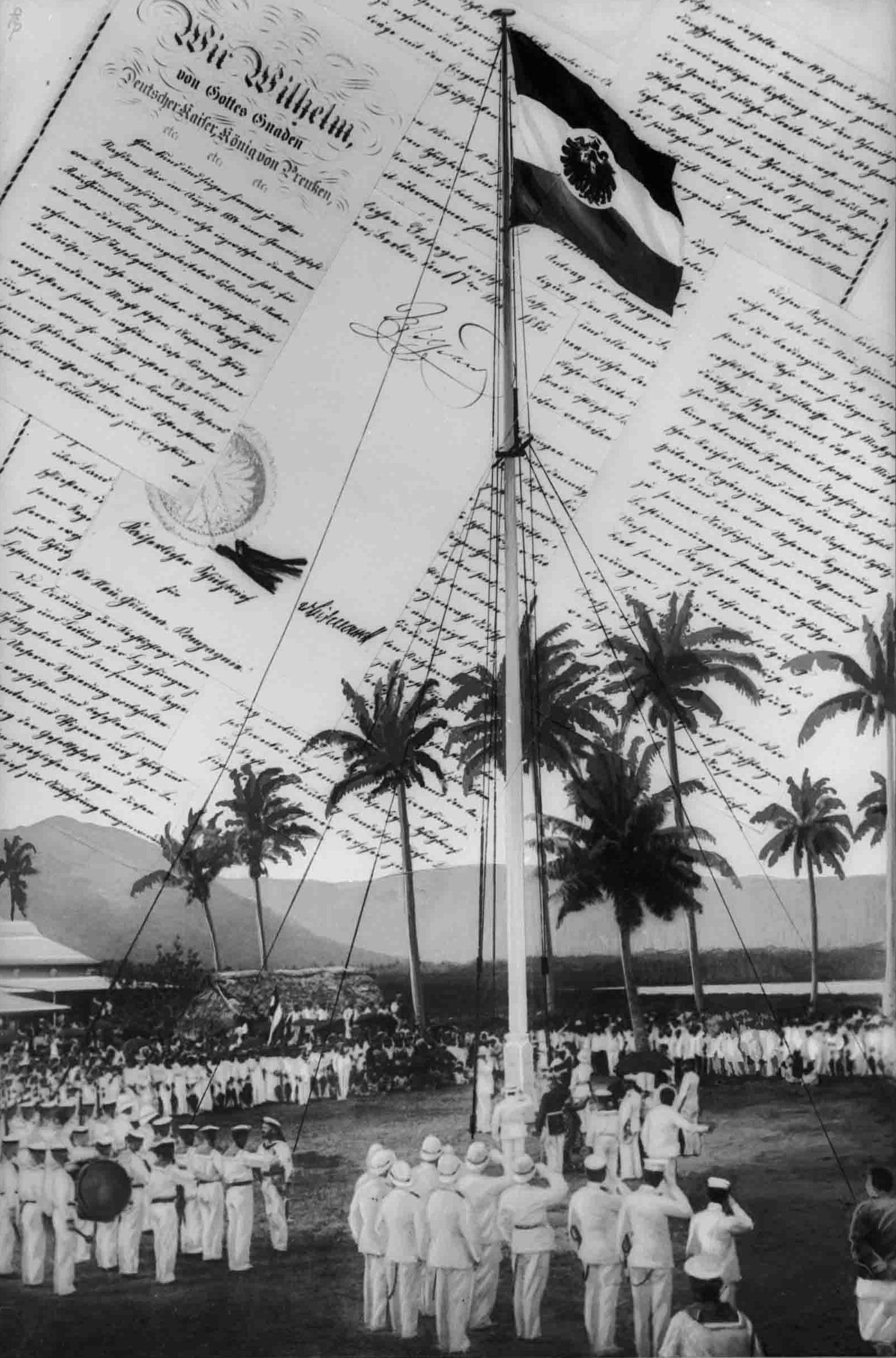
Izado de la bandera imperial alemana en Samoa el 1 de marzo de 1900 (fotomontaje con la carta imperial de protección al fondo)

Gran Bretaña se retiró de Samoa debido a la Guerra de los Bóeres que estalló en octubre de 1899, por lo que Samoa Oriental (Tutuila, Islas Manua, Atolón Rose, Isla Swains) pasó a ser propiedad estadounidense y lo ha seguido siendo hasta hoy, mientras que Samoa Occidental pasó a manos del Imperio Alemán. Los EE. UU. firmaron el Tratado de Samoa el 2 de diciembre de 1899 en Washington. El intercambio de los instrumentos de ratificación tuvo lugar el 16 de febrero de 1900. Por decreto del 17 de febrero de 1900, las islas de Samoa situadas al oeste de los 171 grados de longitud oeste quedaron bajo "protección alemana". El 1 de marzo de 1900 se izó la bandera imperial en la península de Mulinu'u, cerca de Apia, en señal de posesión de Samoa Occidental. El primer acto oficial del nuevo gobernador Wilhelm Solf fue la abolición del gobierno real y el nombramiento de Mata'afa Iosefo, que contaba con el apoyo de la amplia mayoría de la población, como Ali'i Sili (Jefe Supremo). Mata'afa fue asistido por una asamblea de notables (faipule) formada por los jefes de distrito locales y representantes de las respetadas familias samoanas.
Ya en 1903, Solf tuvo que defenderse de los ataques de las filas de los colonos alemanes, que criticaban su administración. Como las esperanzas de los inmigrantes alemanes de obtener beneficios rápidos no se habían hecho realidad, Richard Deeken, presidente de la Sociedad Alemana de Samoa, puso en duda la idoneidad personal de Solf para el cargo de gobernador. En opinión de Deeken, Solf no estaba suficientemente comprometido con los intereses de los pequeños colonos y favorecía a la German Trading and Plantation Company. La asociación de plantadores dirigida por Richard Deeken exigió el establecimiento de un gobierno militar en Samoa y la introducción del trabajo obligatorio para todos los samoanos. No fue hasta finales de 1904 cuando Solf pudo imponerse a la influencia de Deeken en el Reichstag y lograr su destierro y condena a una pena de prisión en Alemania por maltratar a trabajadores chinos.

En 1904, el medio samoano Pullack, hijo de un aduanero alemán de Apia, fundó una empresa samoana de comercio de copra, el llamado Movimiento Oloa o Cumpani, a través del cual los samoanos intentaron liberarse de la dependencia económica de los alemanes. Este ataque al monopolio comercial alemán amenazó los cimientos económicos del poder colonial. Las plantaciones gestionadas por los blancos sufrieron pronto importantes pérdidas. Aunque Pullack fue deportado acusado de fraude, el movimiento Oloa no terminó hasta 1905.

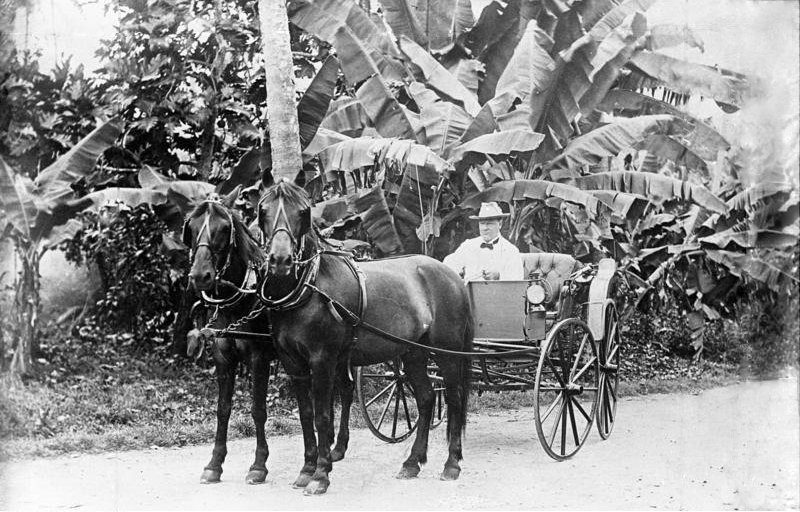
El gobernador alemán Wilhelm Solf en Apia (1910).

Desde 1908, con el establecimiento del movimiento Mau ("Opinión"), los samoanos occidentales comenzaron a reclamar la independencia. El levantamiento Mau de 1909 no era fundamentalmente contra la dominación alemana, que era vista positivamente por la mayoría de los samoanos, sólo estaba vagamente organizado y explotaba las tensiones tradicionales entre los grupos familiares samoanos. Lauaki Namulauulu Mamoe (también conocido como Lauati) reunió a un gran número de combatientes a su alrededor con el objetivo de sustituir a Mata'afa Iosefo por Malietoa Tanumafili I (1879-1939). Cuando estalló la lucha entre las partes enfrentadas en marzo de 1909, Solf hizo que tres buques de guerra alemanes patrullaran entre las islas. Solf utilizó medios diplomáticos para reprimir el levantamiento de los Lauati sin recurrir a la violencia. Consiguió disuadir a los rebeldes de sus planes mediante negociaciones. Lauati se rindió el 1 de abril de 1909 y fue enviado al exilio con otros 71 combatientes mau a pule a Saipán, en las Islas Marianas.
Cuando Mata'afa murió el 6 de febrero de 1912, el cargo de tupu fue finalmente abolido. Dos jefes influyentes fueron nombrados consejeros del gobernador, que no estaba obligado en modo alguno a seguir sus consejos o sugerencias.
Poco tiempo después del estallido de la Primera Guerra Mundial, en agosto de 1914, Nueva Zelanda envió una fuerza expedicionaria para tomar y ocupar Samoa Alemana. Aunque el Imperio Alemán rehusó entregar oficialmente las islas, no hubo ninguna resistencia y la ocupación tuvo lugar sin ningún combate. Nueva Zelanda continuó la ocupación de Samoa Occidental a lo largo de la Primera Guerra Mundial. En 1919, bajo el Tratado de Versalles, Alemania abandonó sus reivindicaciones por las islas.

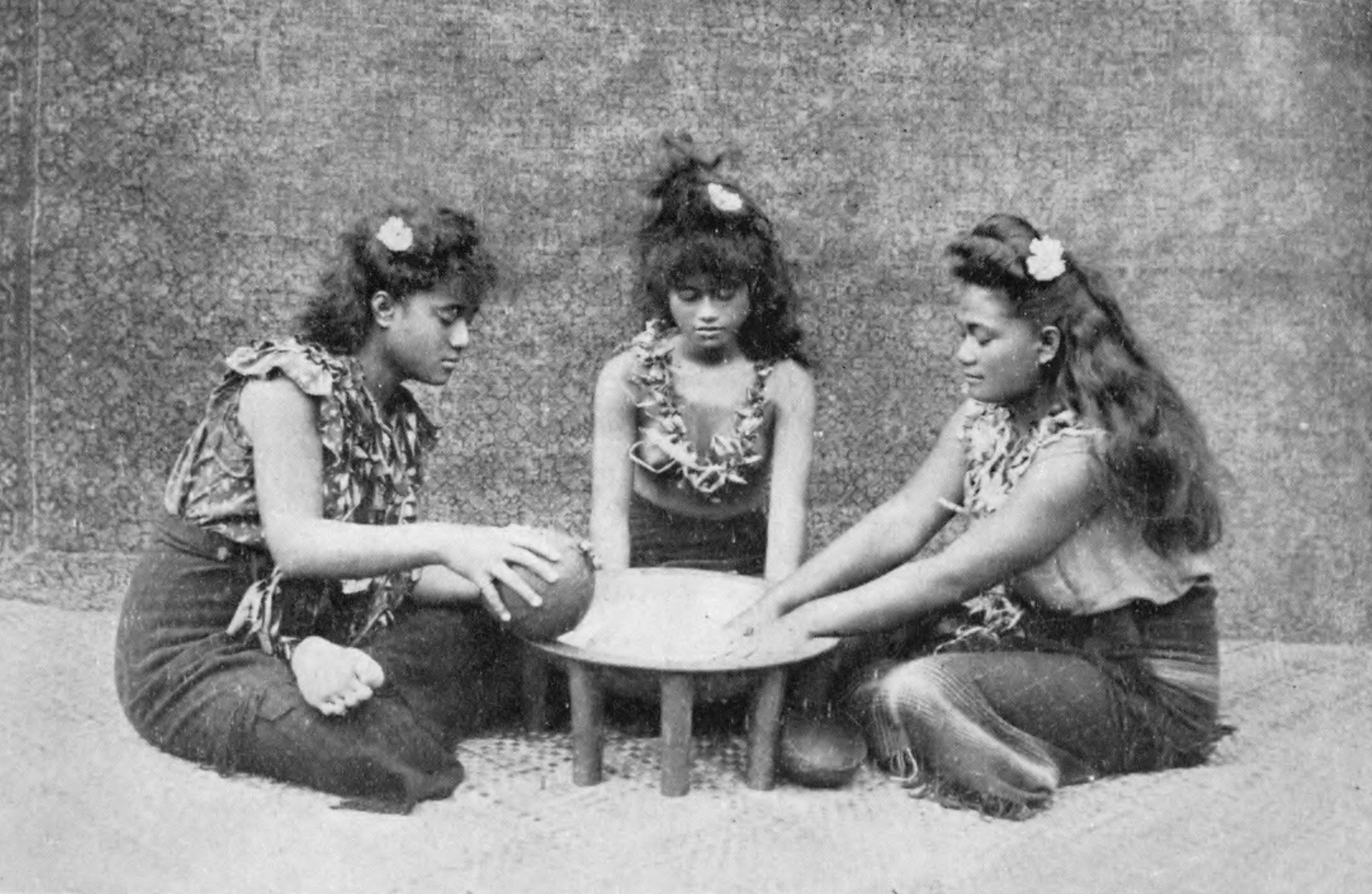
Jóvenes samoanas preparando una ceremonia tradicional 'ava.

### Independencia
Nueva Zelanda administró Samoa Occidental con un mandato de la Sociedad de Naciones y luego con un fideicomiso de la ONU hasta que el país obtuviera su independencia el 1 de enero de 1962, bajo el nombre de Samoa Occidental. Samoa fue la primera nación polinesia en restaurar la independencia en el siglo XX.
En julio de 1997 la Constitución fue enmendada para cambiar el nombre del país de "Samoa Occidental" a "Samoa". Samoa había sido conocida simplemente como Samoa en la ONU desde su unión a la organización en 1976. El vecino territorio estadounidense de Samoa Americana protestó por el cambio, sintiendo que esta alteración en el nombre disminuyó su propia identidad samoana. Los ciudadanos de Samoa Americana aún usan los términos "Samoa Occidental" y "samoanos occidentales".

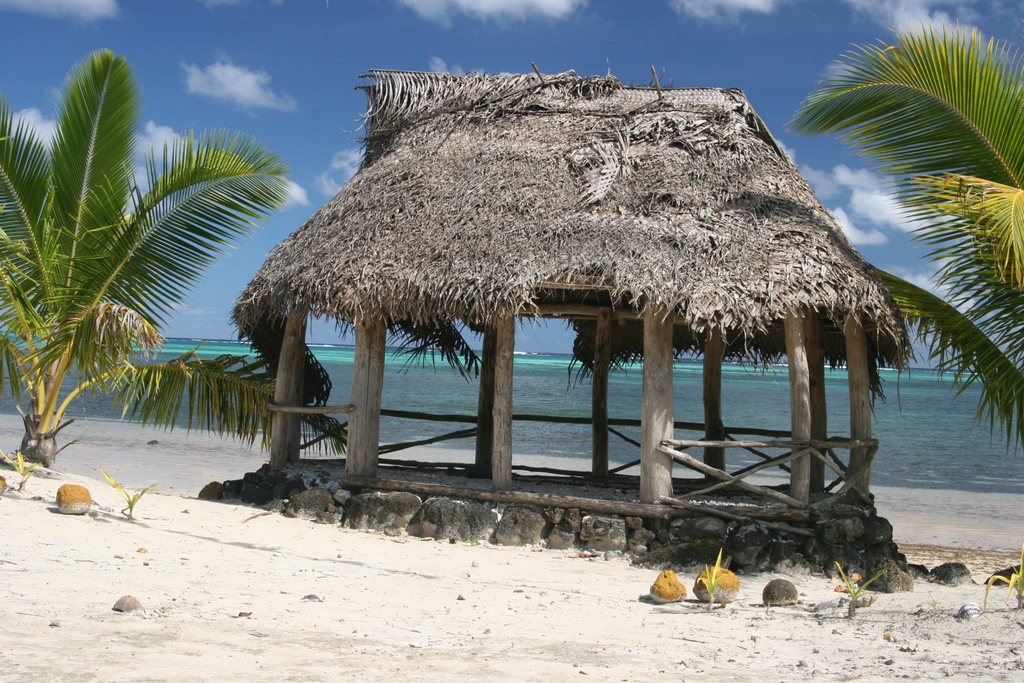
Un fale, edificación tradicional samoana, en la isla Manono.

### SigloXXI
En 2002 Helen Clark, la entonces primera ministra neozelandesa, pidió disculpas formalmente por dos incidentes durante el periodo de administración de este país: por una parte, el fracaso al poner en cuarentena un barco que transmitió la gripe en 1919, llevando a una epidemia que devastó a gran parte de la población samoana, y, por otra parte, el tiroteo a líderes del movimiento pacifista Mau durante una procesión ceremonial en 1926.
El rey Malietoa Tanumafili II falleció el 12 de mayo de 2007 a la edad de 94 años, tras ocupar la Jefatura del Estado desde la muerte del segundo "gran jefe" en 1963. Su sucesor fue designado por el Parlamento para un mandato de 5 años, manteniendo el título O le Ao o le Malo, pero al limitar los mandatos del Jefe del Estado a 5 años, desde ese momento, Samoa se ha convertido, de facto, en una república.
El 7 de septiembre de 2009 Samoa cambió su sentido de circulación a la izquierda por motivos económicos, ya que al hacer esto se reduciría el costo al importar automóviles (con volante a la derecha) más baratos desde países cercanos como Australia, Nueva Zelanda o Japón, países cuyo sentido de circulación es por la izquierda y en donde, a excepción de Japón, residen importantes comunidades de samoanos.
El 29 de diciembre de 2011 Samoa cambió su calendario yendo un día hacia delante, para lo que el país se movió hacia el oeste de la línea internacional de cambio de fecha, modificando así su huso horario. La zona horaria anterior se había acordado el 4 de julio de 1892, para trabajar en línea con los comerciantes estadounidenses con sede en California. Este cambio se realizó para ayudar al país a impulsar su economía, con el objetivo de hacer negocios con China, Australia y Nueva Zelanda. Anteriormente, Samoa se encontraba 21 horas por detrás de Sídney, pero este comienzo supone estar tres horas por delante. Esto significa que en Samoa no existió el 30 de diciembre de 2011 y entró directamente al 31 de diciembre, por lo que a partir de entonces Samoa pasó de ser uno de los últimos Estados en entrar en un día, para convertirse en uno de los primeros. Finalmente, y debido a esto, Samoa también fue el primer país en entrar en 2012. Tokelau también decidió seguir el paso de Samoa en relación con su huso horario.

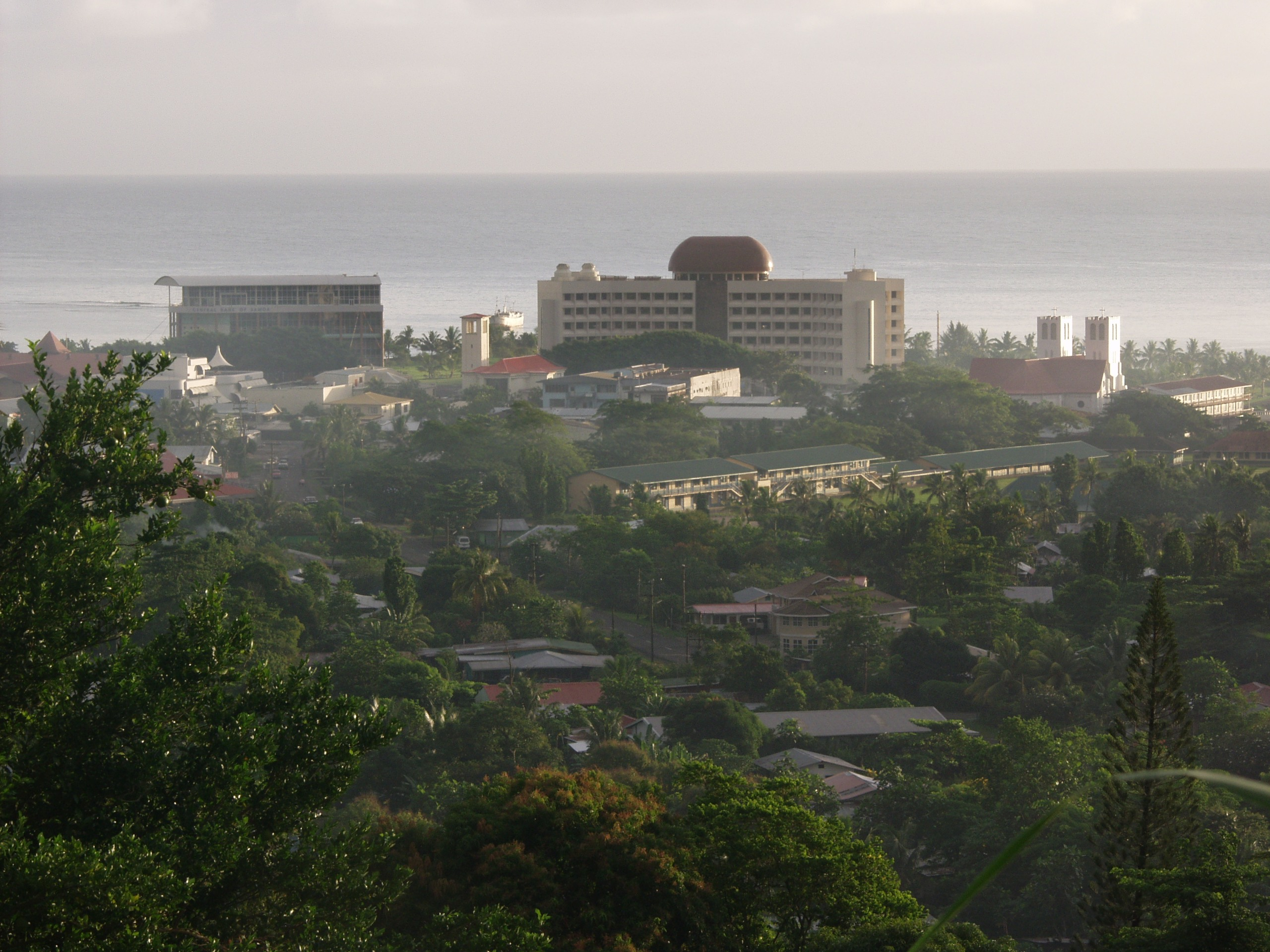
Edificios del Gobierno de Samoa

## Gobierno y política
Samoa forma una república parlamentaria electiva e independiente. La Constitución de 1960, que tomó formalmente efecto después de la independencia del país, se basa en la democracia parlamentaria del Reino Unido, modificada para tener en cuenta los hábitos de Samoa. Los dos grandes jefes samoanos desde la independencia se vienen designando conjuntamente desde el cargo de jefe de Estado. El anterior jefe de Estado, Malietoa Tanumafili II, que falleció en 2007, ocupó este cargo desde la muerte del segundo gran jefe en 1963. Su sucesor Tuiatua Tupua Tamasese Efi fue designado por la legislatura por un mandato de cinco años, manteniendo el título de O le Ao o le Malo y el tratamiento de "Alteza", pero al limitar los mandatos de la Jefatura del Estado a cinco años reelegibles, Samoa se convirtió así en una república de facto, pero no de iure.
La Constitución actual de Samoa entró en vigor al tiempo de la independencia: el 1 de enero de 1962. Había sido elaborada por una Convención Constitucional en octubre de 1960 y aprobada en mayo de 1961 en referéndum.
La Carta Magna samoana establece un modelo de democracia parlamentaria en el que el jefe del Estado es elegido por la Asamblea Legislativa por un periodo de cinco años reelegible, a excepción de quienes eran jefe del Estado al tiempo de la independencia que fueron declarados jefes de Estado vitalicios, en virtud de un acuerdo entre los matai samoanos.

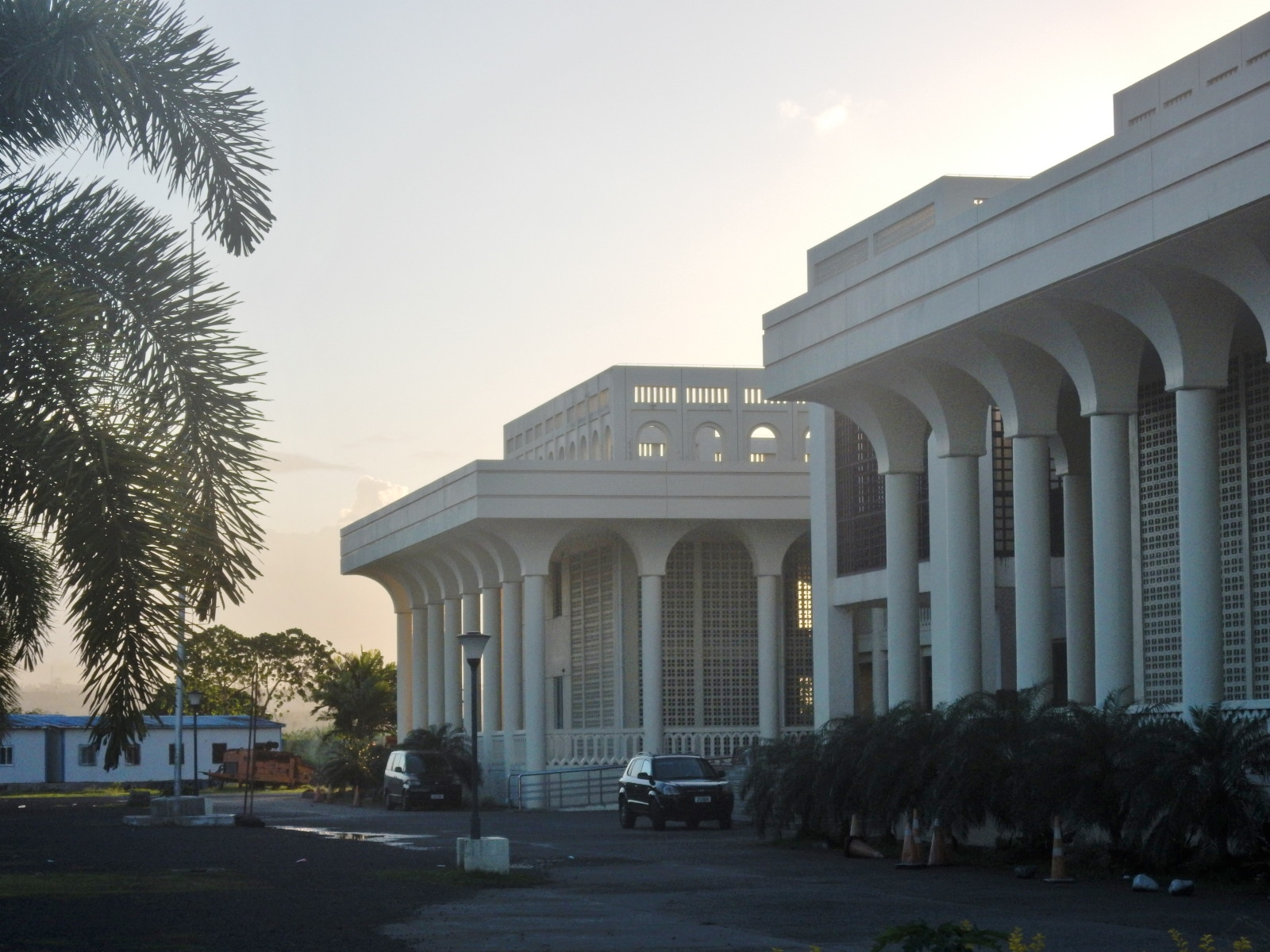
Ministerio de Justicia y Tribunal Administrativo de Samoa.

El Parlamento se denomina "Fono" y lo forman 49 diputados elegidos por sufragio universal por cinco años. El derecho a ser candidato y elegido para 47 de los 49 les obliga a ser jefes de clan (matai) y los otros 2 deben ser no samoanos. El poder ejecutivo lo forma un primer ministro elegido por el Fono. Los ministros deben ser también miembros de la asamblea legislativa. Samoa posee embajadas en Nueva Zelanda, Australia, Estados Unidos, Japón, China y Bélgica.

### Elecciones y partidos
Hasta 2020, Samoa contaba con seis partidos políticos reconocidos oficialmente: el partido gobernante Fa'atuatua i le Atua Samoa ua Tasi (FAST), el Partido para la Protección de los Derechos Humanos (HRPP), el Partido Tautua Samoa, el Partido Samoa Primero y el Partido Democrático Nacional de Samoa. En mayo de 2020, un quinto partido, el Tumua ma Puleono, se inscribió para las elecciones, y en julio de 2020, el Fa'atuatua i le Atua Samoa ua Tasi lo hizo también para desafiar al antiguo HRPP, en el poder desde 1982.
A pesar de la presencia de partidos políticos en el país, las ideologías y los manifiestos siguen siendo relativamente fluidos, y en muchas circunstancias las conexiones locales y los matai tienen una gran o mayor influencia a la hora de convencer a los votantes para que apoyen a un candidato concreto por encima de la afiliación a un partido.
A nivel nacional, Samoa elige una asamblea legislativa. El Fono o Asamblea Legislativa tiene 51 miembros elegidos para un mandato de cinco años en 51 circunscripciones electorales. Antes de 2019, la Asamblea Legislativa contaba con 49 miembros, 47 de ellos procedentes de los matai (cabezas de familia tradicionales), 6 de los cuales son elegidos en circunscripciones de dos escaños y 35 en circunscripciones de un solo escaño, y 2 miembros por los nacionales no samoanos. El jefe de Estado es elegido por el Fono para un mandato de cinco años.

Reunión entre las delegaciones del extinto Reino de Samoa (Después Samoa Alemana) y el Reino de Hawái (Ahora parte de Estados Unidos) en 1887

La edad mínima para votar en Samoa es de 21 años.
Samoa tiene un sistema bipartidista, lo que significa que hay dos partidos políticos dominantes.

### Gabinete
El Gabinete es el poder ejecutivo del Gobierno del Estado Independiente de Samoa.
Según el artículo 31(1) de la Constitución, el poder ejecutivo recae en el jefe de Estado. Sin embargo, según el apartado 1 del artículo 26, "el Jefe de Estado, en el ejercicio de sus funciones, actuará asesorado por el Gabinete, el Primer Ministro o el ministro competente, según el caso". El apartado 1 del artículo 32 establece que el Gabinete "tendrá la dirección general y el control del gobierno ejecutivo" de Samoa.
El Gabinete está compuesto, según el artículo 32(2), por el primer ministro y "no menos de ocho ni más de doce otros miembros del Parlamento", nombrados por el jefe de Estado con el asesoramiento del primer ministro.
El Gabinete XVII fue nombrado por Fiamē Naomi Mataʻafa durante la crisis constitucional samoana de 2021 tras las elecciones generales samoanas de abril de 2021. El gabinete anterior pretendía continuar en funciones interinas. El 23 de julio de 2021, el Tribunal de Apelación dictaminó que la ceremonia de juramento era constitucional y vinculante, y que FAST era el Gobierno desde el 24 de mayo.
Toeolesulusulu Cedric Schuster dimitió el 3 de junio de 2021 tras ser detenido por conducir bajo los efectos del alcohol. Volvió al Gabinete el 20 de octubre de 2021, con la incorporación de la cartera de Turismo.
Una remodelación del gabinete en septiembre de 2023 trasladó a Mulipola Anarosa Ale Molioo a la cartera de Mujeres, Comunidad y Desarrollo Social. Fue sustituida como ministra de Finanzas por Lautimuia Uelese Vaʻai. Leota Laki Lamositele pasó a ser Ministra de Comercio, Industria y Trabajo, y Leatinuu Wayne So'oialo conservó únicamente la cartera de Empresas Públicas. Laumatiamanu Ringo Purcell entró en el Gabinete como ministro de Deportes y Ocio.

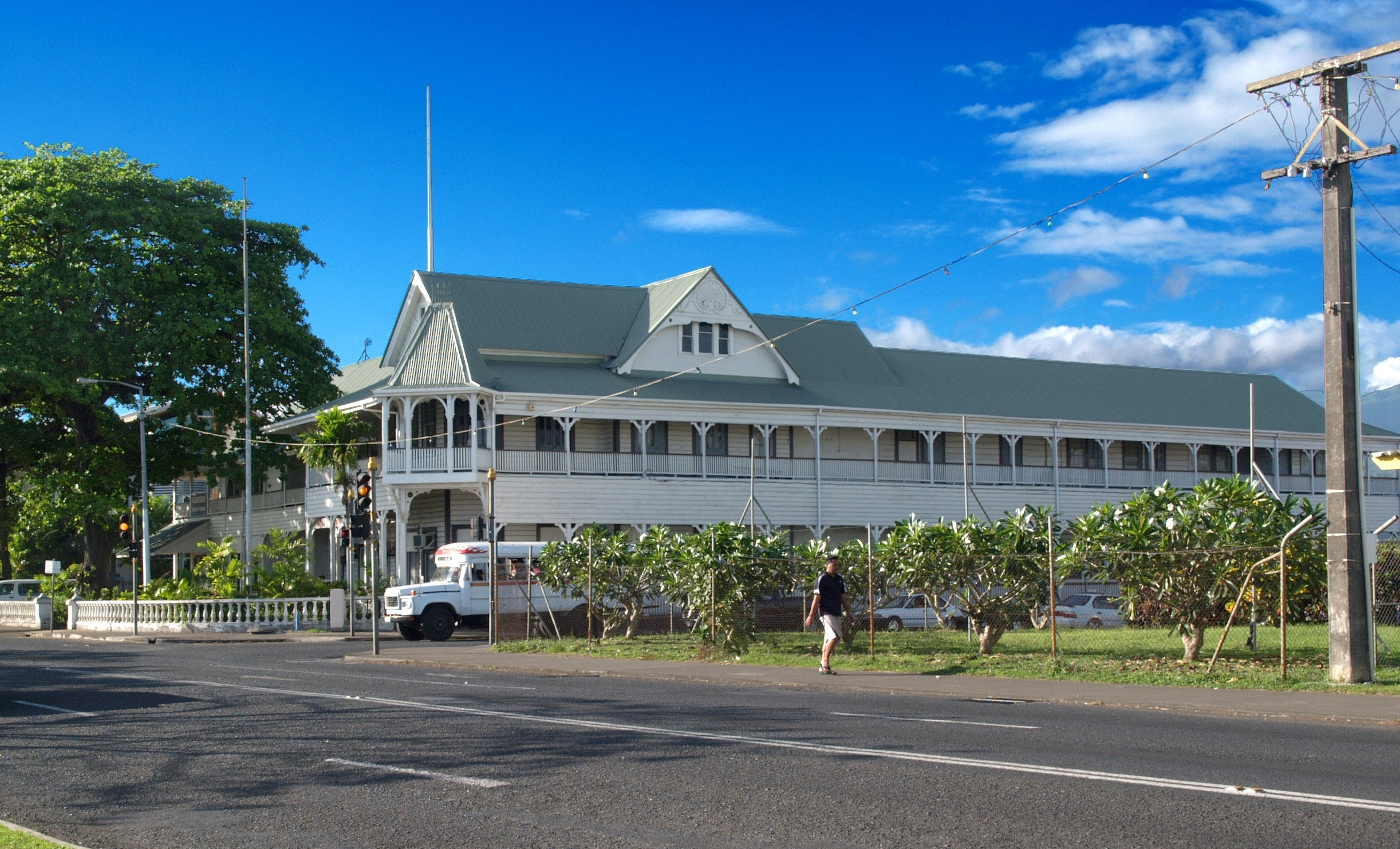
Tribunal en Apia, Samoa

### Justicia
El Tribunal Supremo de Samoa (en samoano: Faamasinoga Sili o Samoa) es el tribunal superior encargado de la administración de justicia en Samoa.
Fue establecido por la Parte VI de la Constitución de Samoa. Está compuesto por el presidente del Tribunal Supremo de Samoa y otros jueces nombrados por el jefe de Estado con el asesoramiento del primer ministro de Samoa. Los jueces ejercen hasta la edad de 68 años, y sólo pueden ser destituidos por la Asamblea Legislativa por razones de mala conducta o enfermedad; para ello se requiere una mayoría de dos tercios de todos los diputados. Los jueces interinos pueden ser nombrados por un período fijo.
El tribunal tiene jurisdicción sobre la interpretación de la constitución, la aplicación de los derechos fundamentales, y la pertenencia a la Asamblea Legislativa de Samoa. También tiene "la jurisdicción original, de apelación y de revisión que se establezca por ley". En la actualidad, se trata de una jurisdicción penal cuando existe una pena máxima legal de más de siete años y una jurisdicción civil cuando la cantidad reclamada es superior a 20.000 dólares. En 2020 la jurisdicción del tribunal fue modificada por el Proyecto de Ley de Tierras y Títulos para excluir la revisión de cualquier decisión que caiga dentro de la jurisdicción del Tribunal de Tierras y Títulos de Samoa.
Las decisiones del Tribunal Supremo pueden, con autorización del tribunal, ser recurridas ante el Tribunal de Apelación de Samoa. El Tribunal de Apelación está compuesto por el presidente del Tribunal Supremo y los demás jueces del Tribunal Supremo, pero un juez no puede conocer de una apelación de su propia decisión.

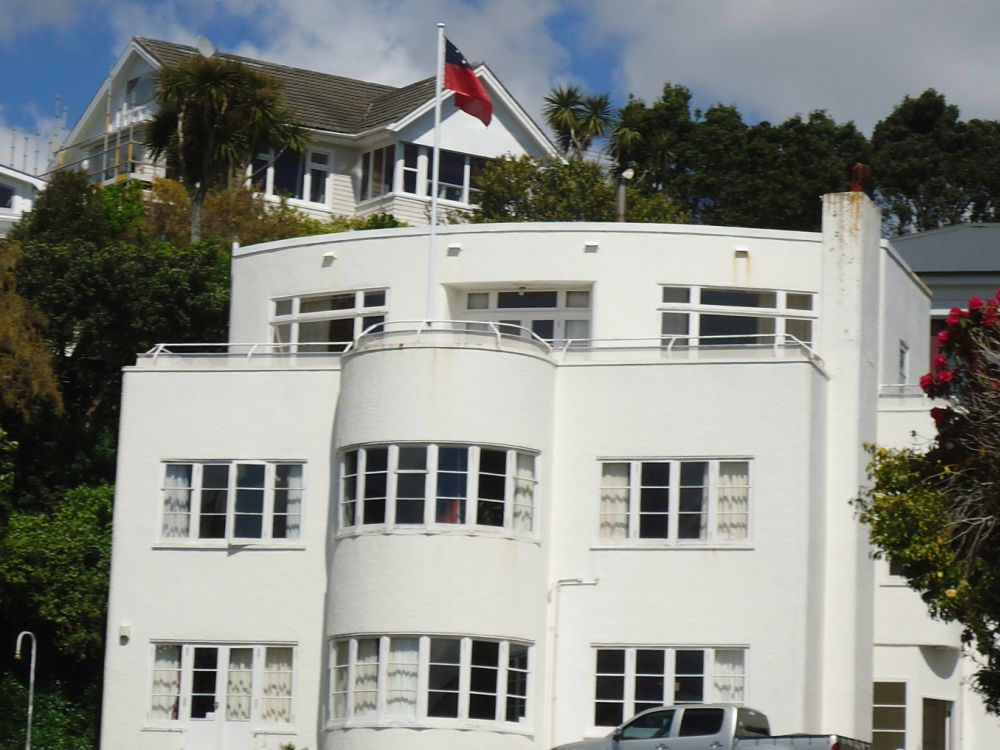
Embajada de Samoa en Wellington, Nueva Zelanda

### Política Exterior
El Gobierno samoano es, en general, conservador y prooccidental, con un gran interés por las cuestiones políticas y económicas regionales. Samoa participó en una primera ronda de negociaciones con sus vecinos de las islas del Pacífico para un acuerdo comercial regional en agosto de 2000. En enero de 2009, Samoa abrió embajadas en la República de Corea, China y Japón.
Samoa y China establecieron relaciones diplomáticas oficiales en 1976. Ambos países mantienen actualmente relaciones cordiales; China proporciona ayuda económica a Samoa.
En 2007, la RPC proporcionó a Samoa equipos médicos y varios médicos voluntarios. En 2008, la RPC donó más de 1.360.000 euros a Samoa para financiar sus políticas educativas.
En marzo de 2008, tras los disturbios en Tíbet, el presidente del Fono (asamblea legislativa) de Samoa, Tolofuaivalelei Falemoe Leiʻataua, declaró que los líderes extranjeros no debían interferir con China, ya que ésta se ocupa de "asuntos internos", y que no debían reunirse con el Dalái lama.
Alemania está acreditada ante Samoa desde su embajada en Wellington (Nueva Zelanda) y mantiene un consulado honorario en Apia.
Samoa está acreditada ante Alemania desde su embajada en Bruselas (Bélgica) y mantiene un consulado honorario en Berlín.

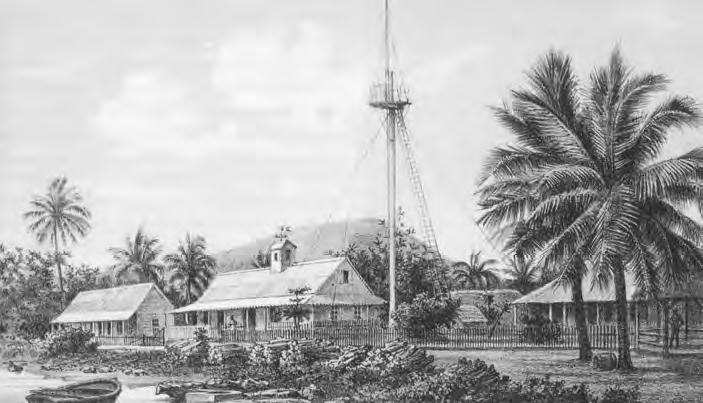
Consulado del Imperio Alemán en Apia en la década de 1870

Samoa mantiene un cónsul honorario en Nueva Delhi Las relaciones diplomáticas entre India y Samoa se establecieron en junio de 1970. India fue el segundo país en establecer relaciones con Samoa, después de Nueva Zelanda.
El INS Tarangini (A75) visitó Samoa en enero de 2004. Miembros de las legislaturas estatales indias asistieron al 23.º Seminario Parlamentario de la Commonwealth en Apia en mayo de 2012. El ministro samoano de Agricultura y Pesca y Cooperación de la Tienda de Agricultura asistió a la 45.ª reunión de COCOTECH APCC celebrada en Kochi en julio de 2012. Volvió a visitar Kochi en febrero de 2015 para asistir a la reunión ministerial de la 51.ª Comunidad del Coco de Asia y el Pacífico.
En 1962, año de su independencia, Samoa firmó un Tratado de Amistad con Nueva Zelanda. Este tratado confirma la relación especial entre ambos países y proporciona un marco para su interacción. Según los términos del tratado, Samoa puede solicitar que Nueva Zelanda actúe como canal de comunicación con gobiernos y organizaciones internacionales fuera del área inmediata de las islas del Pacífico. Samoa también puede solicitar ayuda en materia de defensa, que Nueva Zelanda está obligada a considerar, ya que Samoa no mantiene un ejército formal. En general, Samoa mantiene fuertes vínculos con Nueva Zelanda, donde ahora viven muchos samoanos y donde muchos otros se educaron. Nueva Zelanda es la escala más cercana para viajar a Samoa.

### Constitución
La Constitución de Samoa es una constitución escrita que constituye la ley suprema de Samoa. Establece que Samoa es una república parlamentaria con un sistema de Westminster y un gobierno responsable. Esboza la estructura y los poderes de las tres partes del gobierno samoano: el ejecutivo, el legislativo y el judicial.

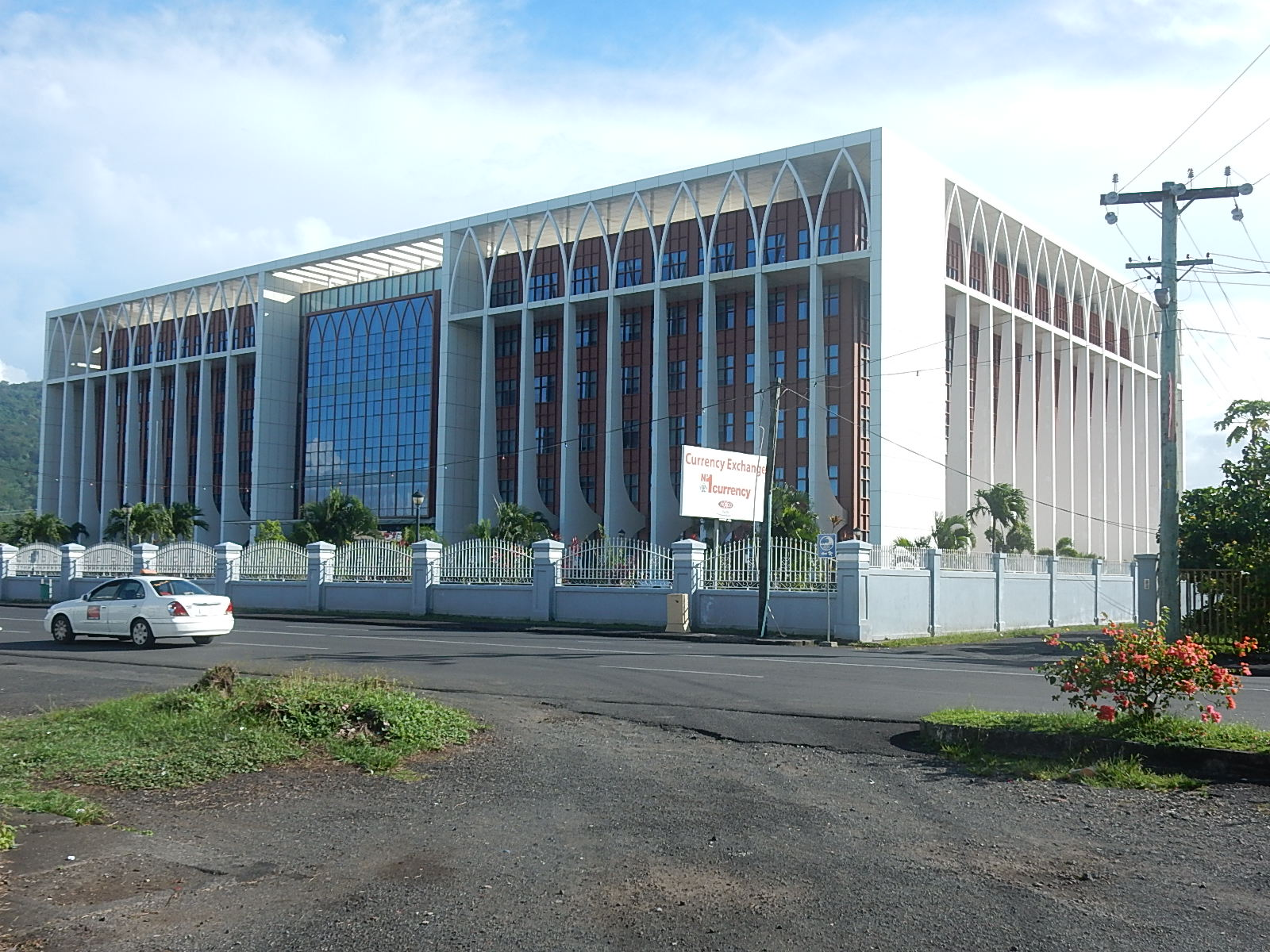
Ministerio de Obras Públicas, Transporte e Infraestructuras de Samoa

La constitución fue redactada por un par de convenciones constitucionales en 1954 y 1960. El borrador final fue aprobado por referéndum en 1961, y entró en vigor cuando Samoa se independizó el 1 de enero de 1962.
La Constitución puede ser modificada por una mayoría de dos tercios de la Asamblea Legislativa. Se ha enmendado con frecuencia, especialmente durante el periodo de dominio del Partido de Protección de los Derechos Humanos, de 1997 a 2021, a menudo en beneficio del partido gobernante.
Samoa se convirtió en territorio en fideicomiso de las Naciones Unidas en 1947, y comenzó una transición hacia el autogobierno y la independencia. En marzo de 1953, el Gobierno de Nueva Zelanda publicó una "declaración de política" en la que proponía el autogobierno interno de Samoa según el modelo de Westminster, con un primer ministro, un Gabinete y una asamblea legislativa elegidos por sufragio universal. Las propuestas fueron examinadas por una convención constitucional en noviembre de 1954, que adoptó una serie de principios generales para un futuro gobierno, incluido un sistema parlamentario.
Una disposición controvertida fue que, en lugar del sufragio universal, sólo los matai tendrían derecho a votar y presentarse a las elecciones. Esto fue aceptado a regañadientes por el gobierno de Nueva Zelanda como "el deseo actual de una abrumadora mayoría del pueblo samoano". Las propuestas fueron adoptadas formalmente por la Asamblea Legislativa de Samoa en febrero de 1956. Una disposición importante era que Tupua Tamasese Meaʻole y Malietoa Tanumafili II actuarían conjuntamente como jefes de Estado hasta su muerte o dimisión, y que los futuros jefes de Estado serían elegidos por la asamblea legislativa. La relación con Nueva Zelanda se decidiría en una fecha futura, pero probablemente seguiría el modelo de la que entonces prevalecía entre Tonga y el Reino Unido.

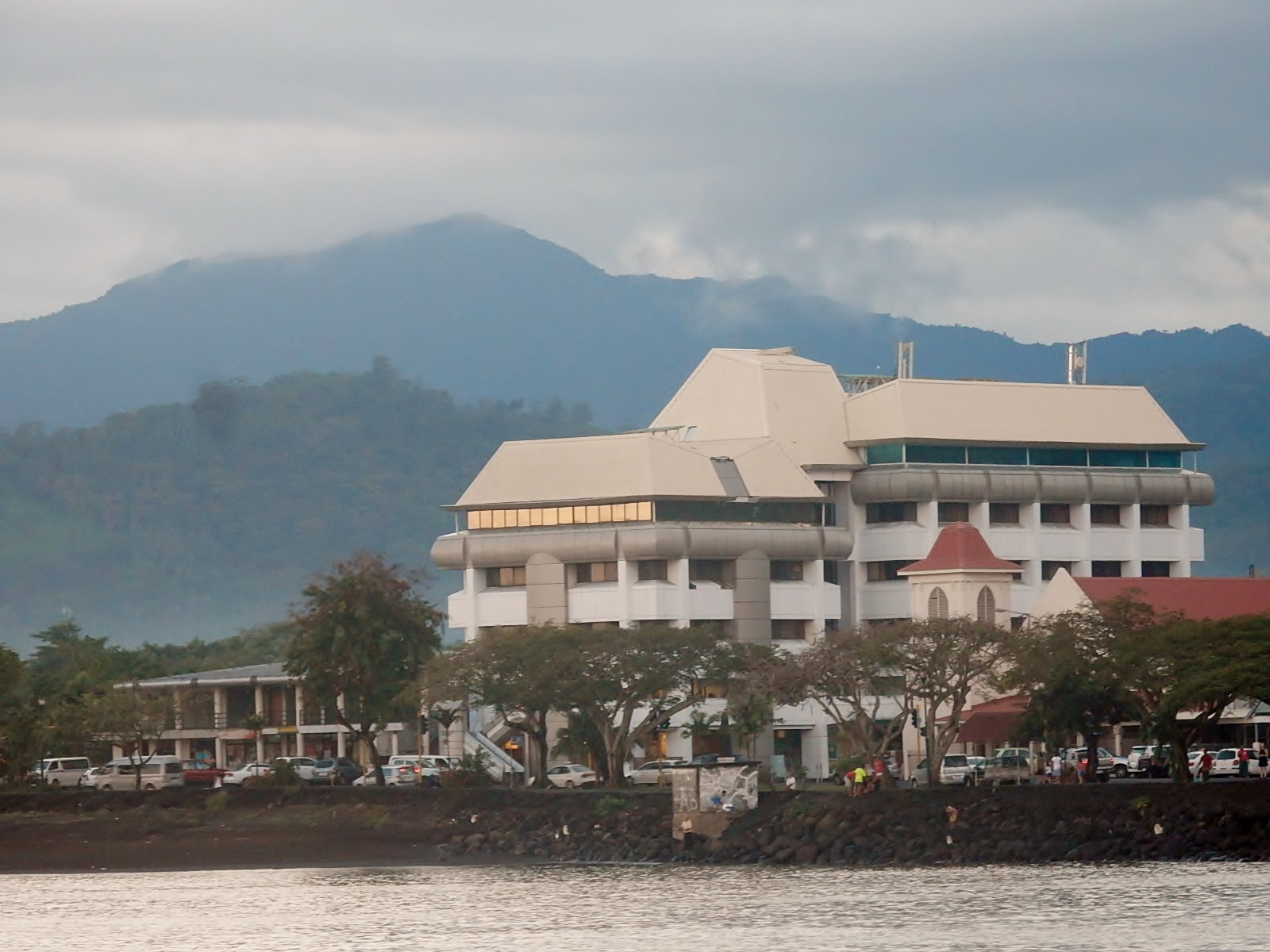
Oficina de Turismo del Gobierno de Samoa

En 1959, el gobierno de Nueva Zelanda formó un "Comité de Trabajo sobre Autogobierno", compuesto por Tupua, Malietoa, siete miembros electos del Consejo Ejecutivo y siete miembros de la Asamblea Legislativa. Con la ayuda de los constitucionalistas James Wightman Davidson y Colin Aikman, elaboraron un borrador de constitución. En 1960 se celebró una segunda convención constitucional para debatir el borrador, y tras debatirlo artículo por artículo, se aprobó el 28 de octubre de 1960. La constitución fue aprobada por el 86,5% de los votos en un referéndum celebrado el 10 de mayo de 1961 y entró en vigor cuando Samoa se independizó el 1 de enero de 1962.

### Policía

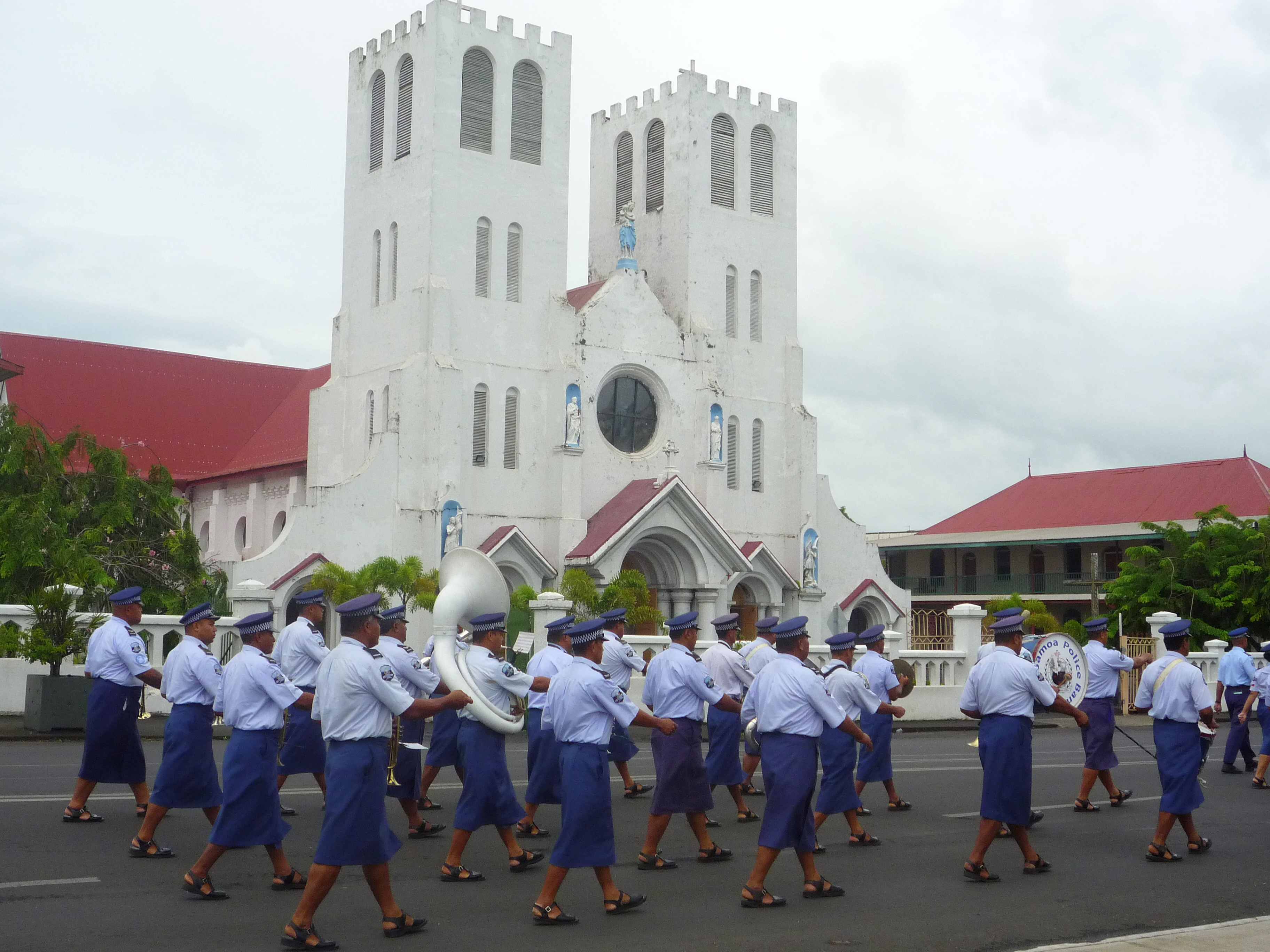
Banda de música de la policía de Samoa

El Servicio de Policía de Samoa (Samoa Police Service) es la fuerza policial nacional unitaria de Samoa.
En 2022 aumentó el número de agentes hasta situarse en torno a los 900-1.100 policías samoanos. Entre sus funciones se incluyen el mantenimiento de las instalaciones penitenciarias, el mantenimiento del orden en el tráfico, la asistencia en la búsqueda y rescate, la identificación y tratamiento de los delitos que más preocupan a la comunidad, las redadas contra traficantes de drogas y armas, y la actualización y mejora de la inteligencia para la investigación de delitos y la seguridad nacional. En Samoa hay tres centros penitenciarios: La prisión de Tafaigata, la prisión de Vaiaata y un centro de menores.
El Servicio de Policía de Samoa operaba la patrullera de clase Guardian Nafanua II antes de que encallara en 2021 Nafanua II fue proporcionada a Samoa por el Gobierno australiano como parte del Programa de Patrulleras del Pacífico. El Nafanua II fue entregado el 16 de agosto de 2019, reemplazando al Nafanua original, entregado en marzo de 1988. El Nafanua original se sometió a una remodelación de 5,5 millones de dólares en Australia en diciembre de 2004. Entre 1988 y 2004, el Nafanua navegó un total de 118.000 millas náuticas (219.000 km; 136.000 mi), realizó más de 12.000 horas de patrulla pesquera y participó en la búsqueda y rescate de más de 400 personas.
Los agentes de policía suelen ir desarmados, pero pueden ir armados en circunstancias excepcionales con la aprobación del ministro de Policía.
Samoa ha proporcionado agentes de policía a la Misión Regional de Asistencia a las Islas Salomón desde julio de 2003. El oficial de policía samoano Laulala Siitia es el comandante de contingente de la policía samoana que presta servicio como parte de la Fuerza de Policía Participante (PPF) de la RAMSI. El servicio de policía de Samoa también sirvió en Timor Oriental como parte de un esfuerzo de mantenimiento de la paz de las Naciones Unidas para mantener la paz y la seguridad en la región en 2000.

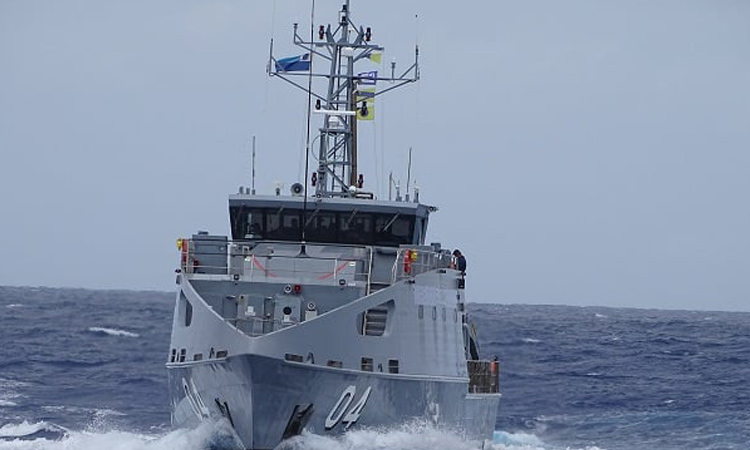
El Buque Nafanua 2 de la policía samoana durante la operación Kurukuru de la Agencia de Pesca del Foro de las Islas del Pacífico,

Los informes sobre miembros de bandas organizadas que cultivan y venden cannabis se han vuelto habituales en Samoa. En la madrugada del 7 de mayo de 2012, agentes de policía samoanos recibieron heridas de bala durante una redada policial en la aldea de Faleatiu, cerca de Apia. Las fuentes dijeron que hubo un tiroteo entre la policía y las personas involucradas que vivían en esta tierra en particular cuando tuvo lugar la redada antidroga. La aldea de Faleatiu ha sido objeto de investigaciones policiales por ser una de las principales fuentes de cannabis.
En los últimos años, se ha informado de la existencia de delincuencia organizada en algunas zonas de Samoa. El cultivo de cannabis y su venta. La importación de armas a Samoa desde los países vecinos, incluido Estados Unidos, ha suscitado una alarmante preocupación por la posibilidad de que aumenten los delitos con armas de fuego en Samoa y la posible importación de estas armas a Nueva Zelanda, que fue descrita en el informe de un periodista neozelandés como una "zona de guerra" si esto llegara a ocurrir.

### Derechos humanos
En 2016, Samoa ratificó la Convención sobre los Derechos de las Personas con Discapacidad CDPD y los tres protocolos facultativos de la CDN.

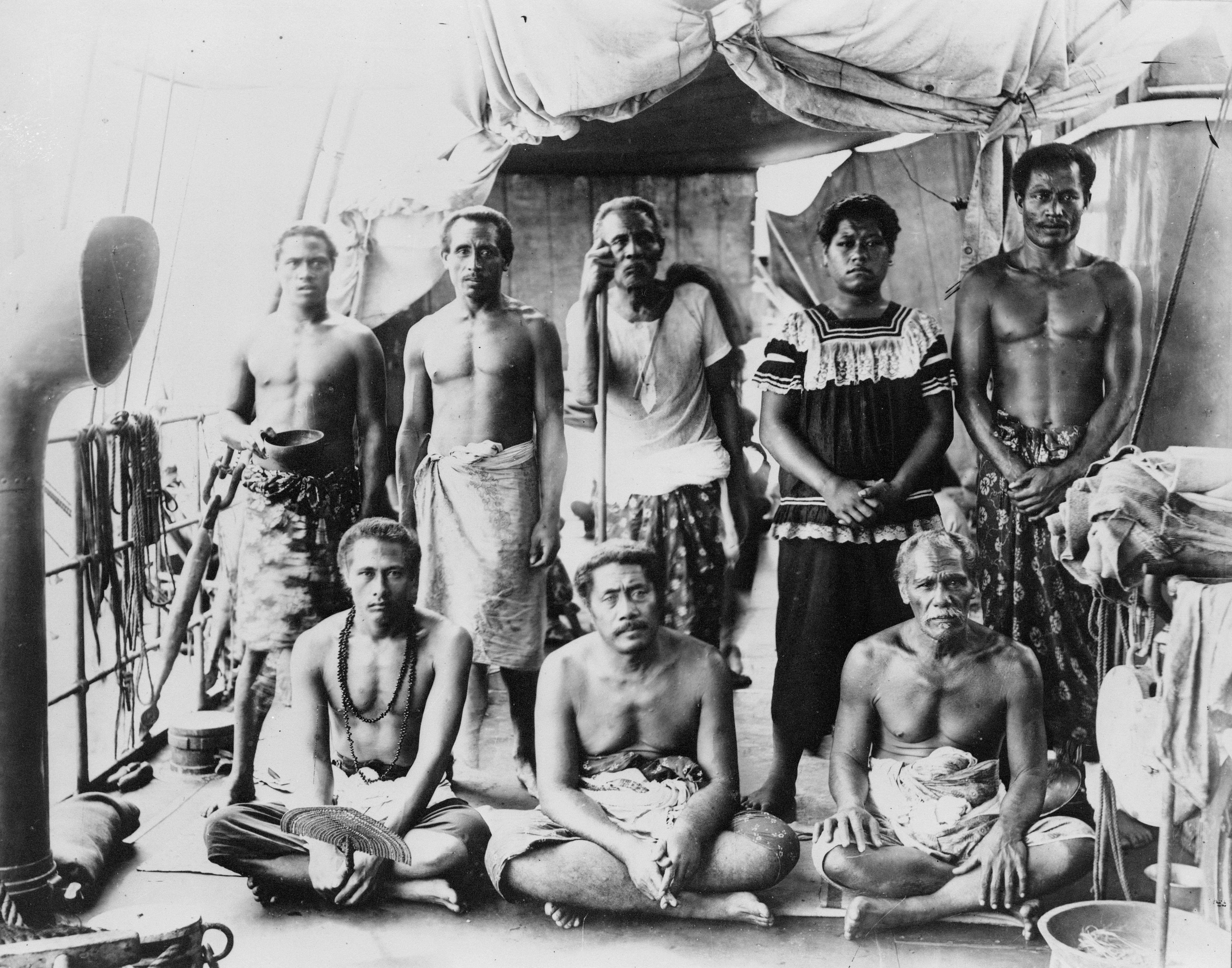
Lauaki Namulau'ulu Mamoe y otros jefes a bordo del buque de guerra alemán que los lleva al exilio en Saipán, 1909.

Aunque la Constitución del Estado Independiente de Samoa prevé la protección de ciertos derechos humanos fundamentales, sigue habiendo varios problemas importantes. Entre los principales motivos de preocupación se encuentran la infrarrepresentación de las mujeres, la violencia doméstica y las malas condiciones de las prisiones. Los informes publicados bajo los auspicios de las Naciones Unidas han señalado que la actitud de la sociedad hacia los derechos humanos tiende a ser escéptica, lo que se atribuye a la preocupación de que la aplicación de tales derechos vaya en detrimento de las costumbres y tradiciones samoanas. Otro punto de preocupación son los derechos de los homosexuales en el país, ya que la homosexualidad es ilegal.
La Iniciativa para la Medición de los Derechos Humanos mide la calidad de vida, la seguridad frente al Estado y los derechos de empoderamiento. Samoa obtuvo un 89,7% en calidad de vida, un 8,0 sobre 10 en seguridad frente al Estado y un 5,1 sobre 10 en empoderamiento.
Samoa es miembro de las Naciones Unidas y también ha ratificado la Convención sobre la Eliminación de todas las Formas de Discriminación contra la Mujer (CEDAW), la Convención sobre los Derechos del Niño (CDN), el Pacto Internacional de Derechos Civiles y Políticos (PIDCP), el Estatuto de Roma de la Corte Penal Internacional (CPI) y los ocho convenios fundamentales de la Organización Internacional del Trabajo (OIT). En 2012, Samoa ratificó la Convención Internacional para la Protección de Todas las Personas contra las Desapariciones Forzadas (CPPED).
Debido a la escasez de recursos, Samoa no ha presentado informes en los plazos establecidos por las convenciones. Por ejemplo, Samoa presentó su informe inicial, segundo y tercer informe periódico en virtud de la CEDAW como un único documento en mayo de 2003, cuando debían haberse presentado en 1993, 1997 y 2001, respectivamente.
Se ha expresado preocupación por la limitada incorporación por parte de Samoa de las obligaciones de los tratados a su legislación nacional. Por ejemplo, en 2005, el CEDAW expresó su preocupación por la falta de plazos para reformar la legislación nacional de conformidad con la Convención.

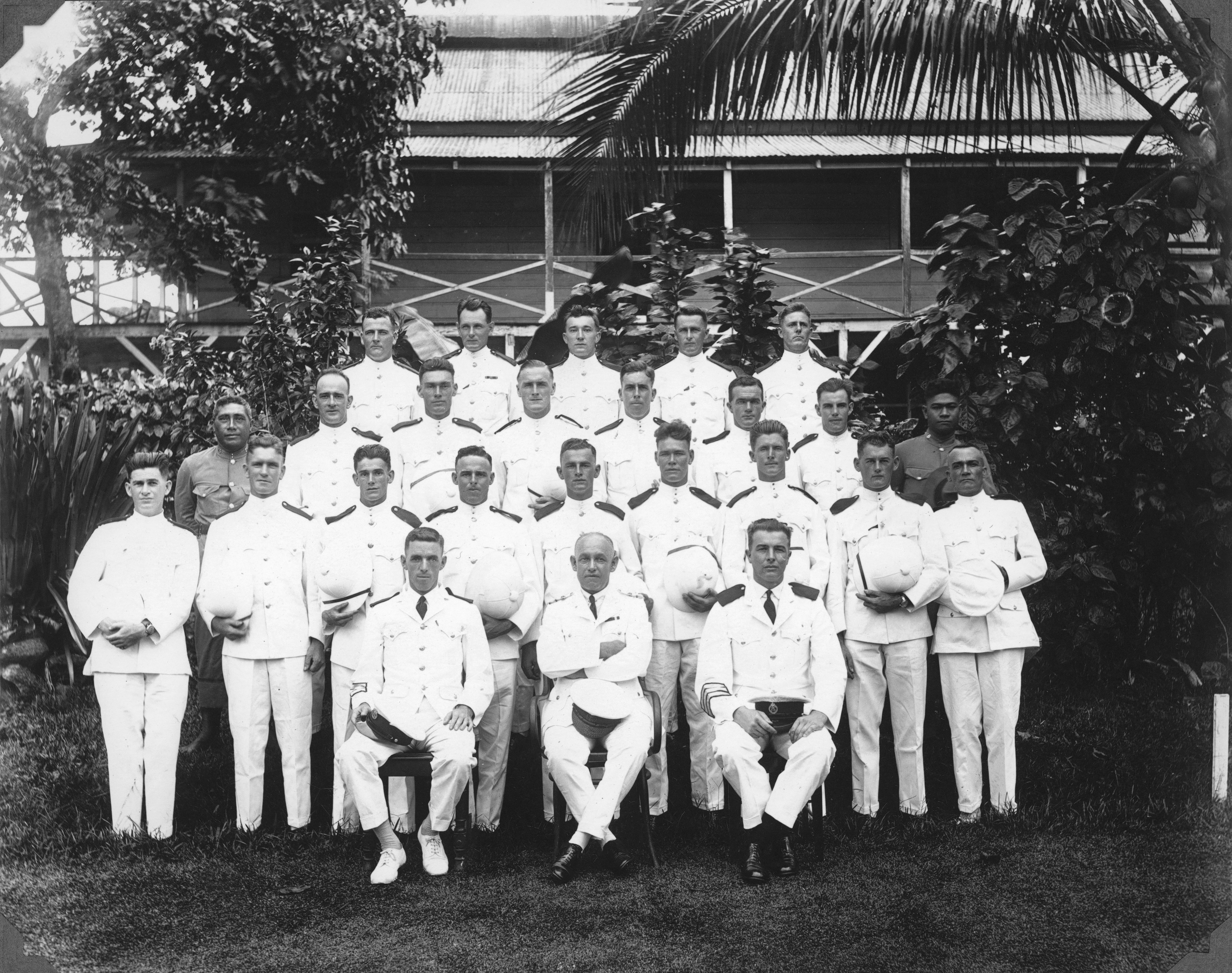
La policía de Nueva Zelanda en Samoa durante el levantamiento Mau alrededor de 1930

En respuesta a las recomendaciones, Samoa cursó en 2011 una invitación permanente a todos los titulares de mandatos de los procedimientos especiales de las Naciones Unidas.
La sección 11 de la Ley Komesina o Sulufaiga (Defensor del Pueblo) de 1988 establece la Oficina del Defensor del Pueblo como un órgano independiente autorizado para investigar las quejas relativas a las acciones de las autoridades gubernamentales dentro del sector público.
En el Examen Periódico Universal (EPU) de Samoa de 2011, la organización Samoa Umbrella for Non-Governmental Organisations (SUNGO) expresó su preocupación por la falta de accesibilidad a la oficina debido al escaso conocimiento público de sus funciones y a su limitación al sector público.
El actual Defensor del Pueblo es Luamanuvao Katalaina Sapolu. Aunque Samoa carece de una legislación o institución general de derechos humanos, se ha avanzado hacia la creación de una Comisión de Derechos Humanos. En 2009, varios Estados insulares del Pacífico acordaron una "Declaración de Samoa" conjunta, que destacaba la importancia de las instituciones nacionales de derechos humanos y animaba a los Estados a crearlas. Samoa ha emprendido un Plan Sectorial de Derecho y Justicia 2008-2012 que pretende incluir el establecimiento de una CDH. Samoa reiteró su intención de hacerlo en el EPU de 2011 y recibió recomendaciones de que se estableciera inicialmente dentro de la Oficina del Defensor del Pueblo. En 2013, el Parlamento de Samoa aprobó la Ley del Defensor del Pueblo (Komesina O Sulufaiga) para incluir los derechos humanos como parte de las funciones del Defensor del Pueblo existente.En materia de derechos humanos, respecto a la pertenencia a los siete organismos de la Carta Internacional de Derechos Humanos, que incluyen al Comité de Derechos Humanos (HRC), Samoa ha firmado o ratificado:
| Samoa | Tratados internacionales  | Tratados internacionales  | Tratados internacionales | Tratados internacionales  | Tratados internacionales  | Tratados internacionales  | Tratados internacionales | Tratados internacionales | Tratados internacionales  | Tratados internacionales | Tratados internacionales  | Tratados internacionales | Tratados internacionales | Tratados internacionales | Tratados internacionales | Tratados internacionales  | Tratados internacionales | Tratados internacionales  |
| --- | ------------------------- | ------------------------- | ------------------------ | ------------------------- | ------------------------- | ------------------------- | ------------------------ | ------------------------ | ------------------------- | ------------------------ | ------------------------- | ------------------------ | ------------------------ | ------------------------ | ------------------------ | ------------------------- | ------------------------ | ------------------------- |
| Samoa | CESCR                     | CESCR                     | CCPR                     | CCPR                      | CCPR                      | CERD                      | CED                      | CEDAW                    | CEDAW                     | CAT                      | CAT                       | CRC                      | CRC                      | CRC                      | CRC                      | MWC                       | CRPD                     | CRPD                      |
| Samoa | CESCR                     | CESCR-OP                  | CCPR                     | CCPR-OP1                  | CCPR-OP2-DP               | CERD                      | CED                      | CEDAW                    | CEDAW-OP                  | CAT                      | CAT-OP                    | CRC                      | CRC-OP-AC                | CRC-OP-SC                | CRC-OP-CP                | MWC                       | CRPD                     | CRPD-OP                   |
| Pertenencia | Ni firmado ni ratificado. | Ni firmado ni ratificado. | Firmado y ratificado.    | Ni firmado ni ratificado. | Ni firmado ni ratificado. | Ni firmado ni ratificado. | Firmado y ratificado.    | Firmado y ratificado.    | Ni firmado ni ratificado. | Firmado y ratificado.    | Ni firmado ni ratificado. | Firmado y ratificado.    | Firmado y ratificado.    | Firmado y ratificado.    | Sin información.         | Ni firmado ni ratificado. | Firmado y ratificado.    | Ni firmado ni ratificado. |
| Firmado y ratificado, firmado, pero no ratificado, ni firmado ni ratificado, sin información, ha accedido a firmar y ratificar el órgano en cuestión, pero también reconoce la competencia de recibir y procesar comunicaciones individuales por parte de los órganos competentes. |                           |                           |                          |                           |                           |                           |                          |                          |                           |                          |                           |                          |                          |                          |                          |                           |                          |                           |

## División territorial
Samoa se divide en once distritos distribuidos en las islas principales de Upolu y Savai'i.
| - En la Isla Upolu (Incluye islas menores): - 1. Tuamasaga - 2. Aiga-i-le-Tai - 3. A'ana - 4. Atua - 5. Va'a-o-Fonoti - En la isla Savai'i: - 6. Fa'asaleleaga - 7. Gaga'emauga - 8. Gaga'ifomauga - 9. Vaisigano - 10. Satupa'itea - 11. Palauli | Distritos de Samoa. |

## Geografía

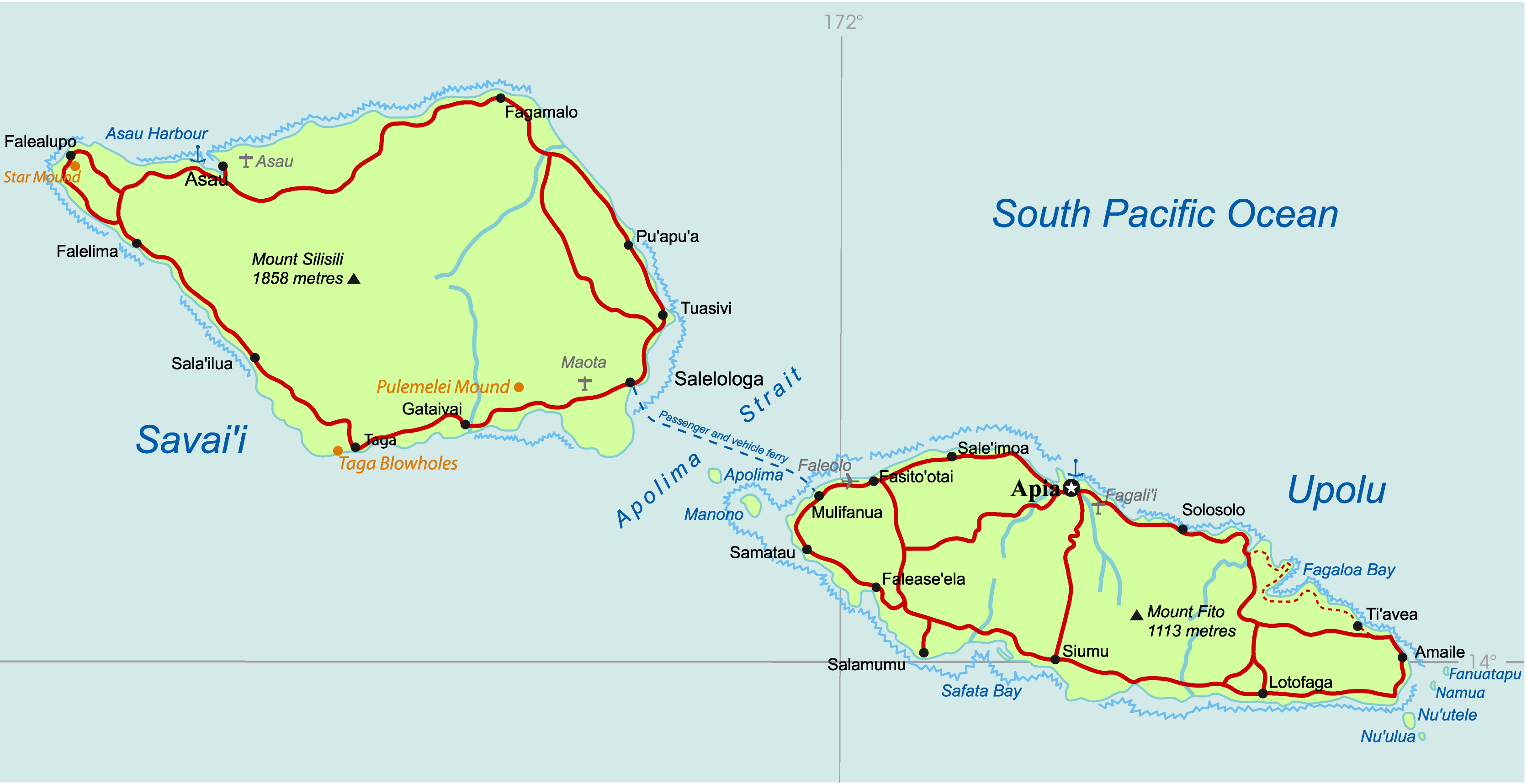
Mapa de Samoa.

Samoa se encuentra al oeste de la línea internacional de cambio de fecha y al sur del ecuador, aproximadamente a mitad de camino entre Hawái y Nueva Zelanda, en la Polinesia. Las islas son de origen volcánico, y ocupan un área de 2831 km². El 96% del territorio lo componen las dos grandes islas de Upolu y Savai'i, y el resto se distrubuye entre ocho  pequeños islotes: Manono, Apolima, Nu'utele, Nu'ulua, Namua, Fanuatapu, Nu'usafe'e y la Isla Nu'ulopa. En Upolu habitan casi las tres cuartas partes de la población del país; su capital es Apia. La cumbre más alta se sitúa en Savai'i, y se denomina monte Silisili con 1858 metros.
Sus Coordenadas geográficas: 13°35′S 172°20′O / -13.583, -172.333

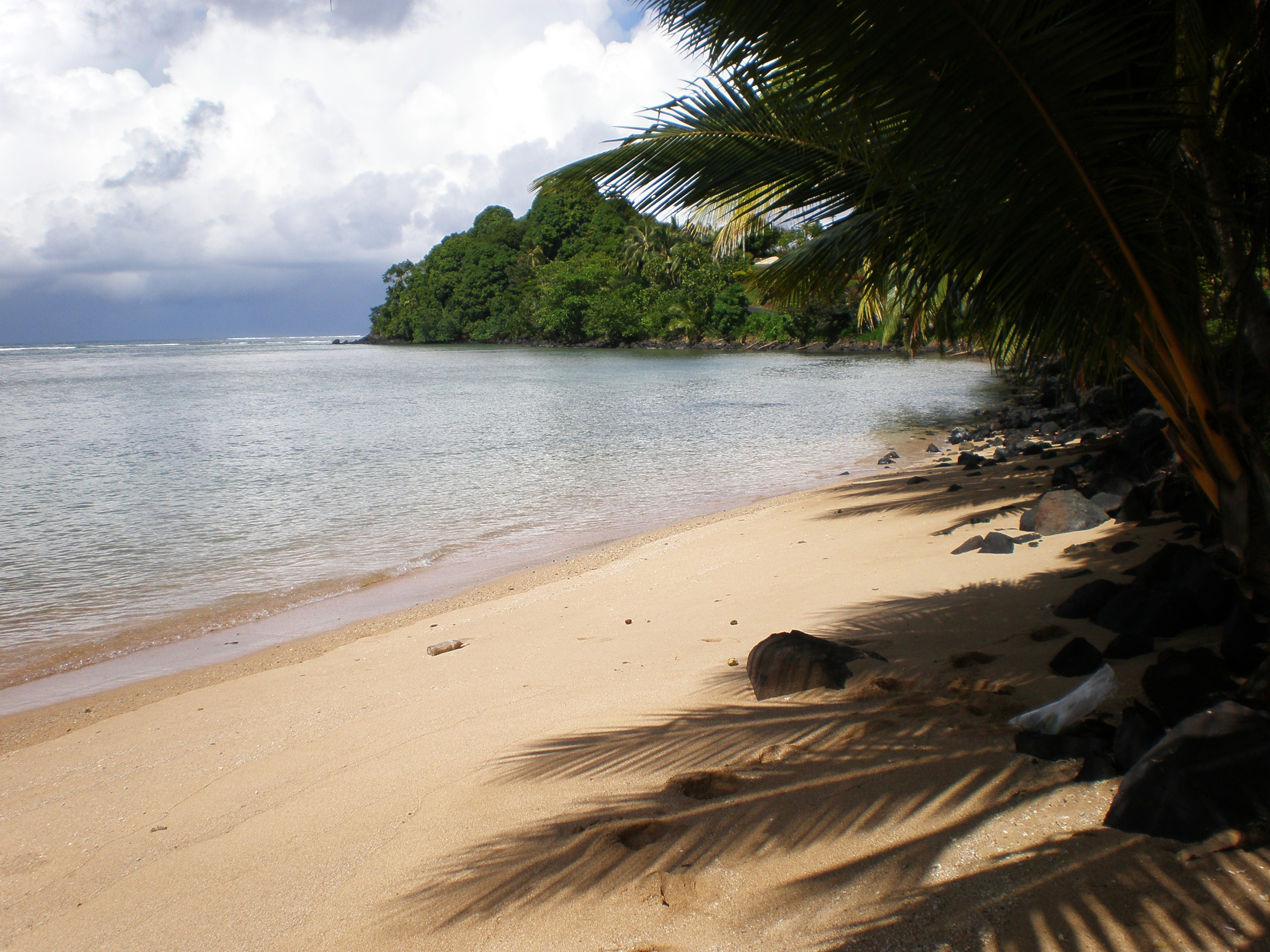
Una playa de Samoa

### Clima

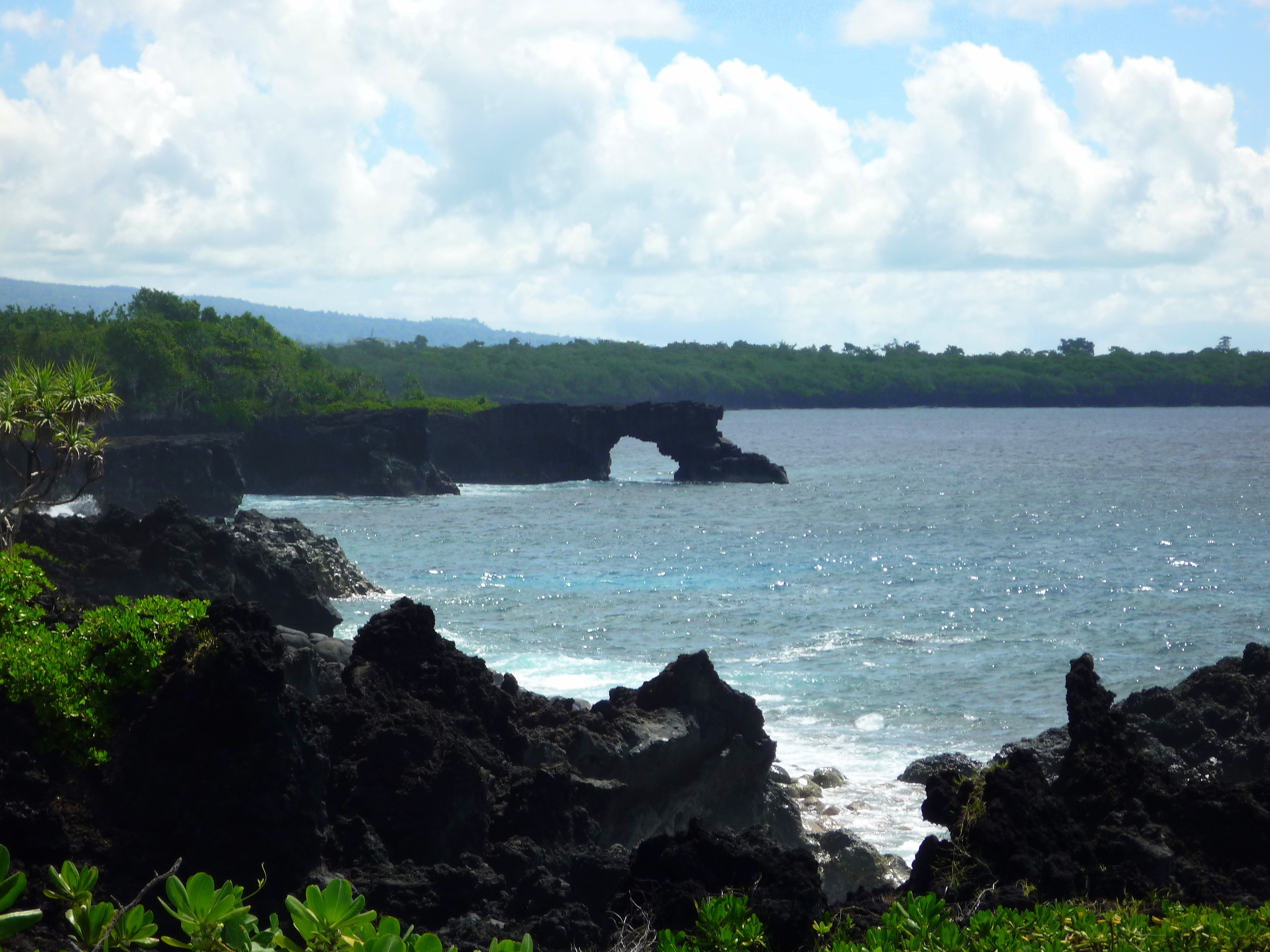
Costa sureste de la isla de Savai'i.

El clima de Samoa es el típico de las pequeñas islas tropicales y se caracteriza por una pluviosidad y humedad elevadas, temperaturas casi uniformes a lo largo del año, vientos dominados por los alisios del sudeste (directamente asociados a la Zona de Convergencia del Pacífico Sur) y la presencia de ciclones tropicales durante el verano austral.
Hay dos estaciones, marcadas por diferencias significativas en las precipitaciones: La estación húmeda de Samoa dura de noviembre a abril y su estación seca empieza en mayo y termina en octubre. El total anual de precipitaciones es de unos 3.000 mm (variando de 2.500 mm en las partes noroccidentales de las islas principales a más de 6.000 mm en las tierras altas de Savai'i), y alrededor del 75% de las precipitaciones se producen entre noviembre y febrero.

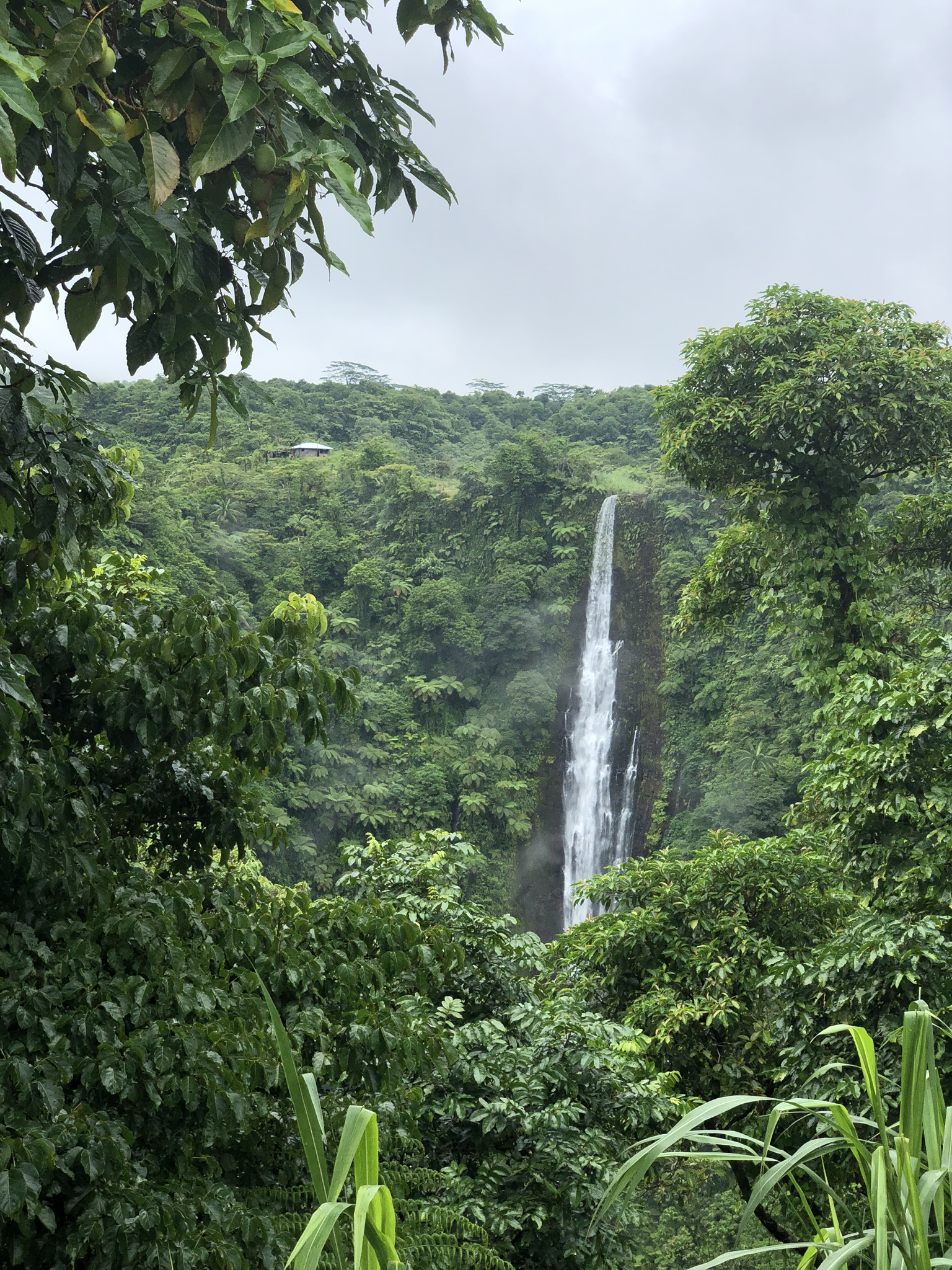
Una cascada de Samoa

La topografía de Samoa influye notablemente en la distribución de las precipitaciones: debido al viento predominante del este, las cadenas montañosas determinan la distribución de las lluvias. Las zonas húmedas suelen ser las situadas en el sureste y las relativamente más secas, en el noroeste. Samoa también es vulnerable a periodos de sequía anómalamente largos que coinciden con la oscilación del surdel fenómeno de El Niño.
La temperatura en Samoa es típicamente tropical (oscila entre 24 °C-32 °C diarios) y generalmente constante durante todo el año, con escasas variaciones estacionales debido a la situación casi ecuatorial de Samoa. Las observaciones de la Oficina Meteorológica de Mulinu'u han revelado que la temperatura media más alta, de 27,1 °C, se da entre diciembre y marzo, mientras que la temperatura media más baja, de 26,0 °C, se da entre julio y septiembre.
A pesar de sufrir catástrofes con menos frecuencia que otros países insulares del Pacífico (PIC), Samoa experimenta un alto grado de conmoción económica y social durante los años de catástrofes: más del 40% de la población de Samoa se ve afectada y las pérdidas económicas de Samoa han alcanzado el 46% de su PIB durante los grandes acontecimientos. En la capital, Apia, un ciclón con un periodo de retorno de 100 años, o con un 50% de probabilidades de producirse en la generación actual, podría infligir daños equivalentes al 60% del PIB. Samoa está expuesta a ciclones tropicales, tsunamis, sequías e inundaciones.

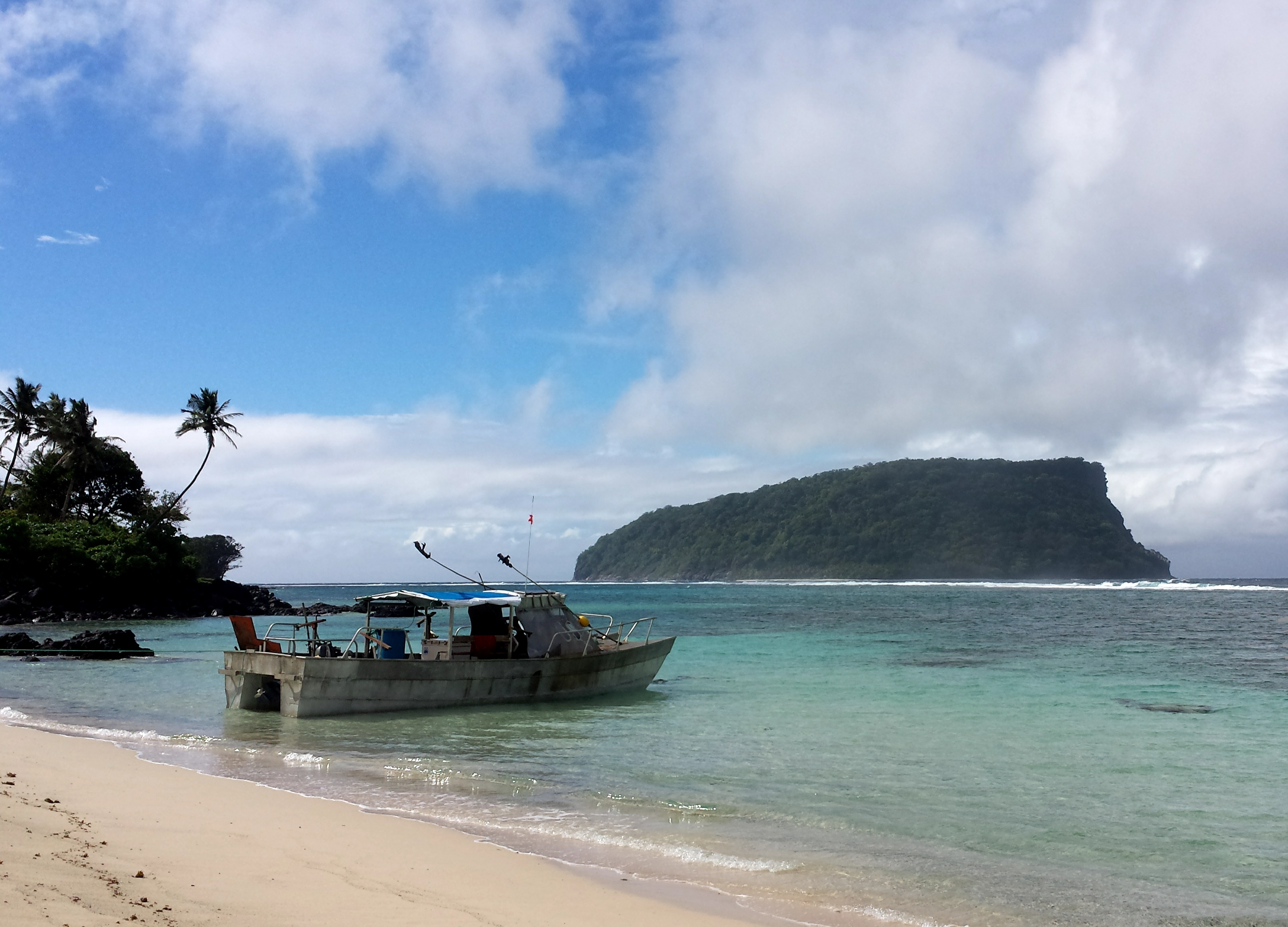
Isla de Nu'utele vista desde Upolu

Los ciclones tropicales han afectado históricamente a Samoa. Samoa se ha visto afectada por ciclones devastadores en múltiples ocasiones en las últimas décadas, con los ciclones tropicales Ofa y Val, en 1990 y 1991, que causaron víctimas mortales y destrucción generalizada, con pérdidas económicas totales valoradas entre 300 y 500 millones de dólares. El nivel de velocidad del viento debido a los ciclones tropicales que tienen alrededor de un 40% de probabilidades de ser superados al menos una vez en los próximos 50 años (período medio de retorno de 100 años).
Estas velocidades del viento, en caso de producirse, son capaces de generar graves daños en edificios, infraestructuras y cultivos con las consiguientes grandes pérdidas económicas. Cabe señalar que cuando los ciclones tropicales afectan a Samoa suelen hacerlo entre noviembre y abril, y entre 1969/70 y 2009/10 sólo el ciclón Keli se produjo fuera de estos meses en junio de 1997.
El archivo de ciclones tropicales para el hemisferio sur indica que entre las temporadas 1969/70 y 2010/11, 26 ciclones tropicales se desarrollaron dentro o cruzaron la ZEE de Samoa, lo que representa un promedio de 6 ciclones por década.Las diferencias entre la ocurrencia media de ciclones tropicales en El Niño, La Niña y años neutros no son estadísticamente significativas. De cara al futuro, se prevé una disminución de la frecuencia de génesis (formación) de ciclones en la cuenca sudoriental, con un nivel de confianza alto. 

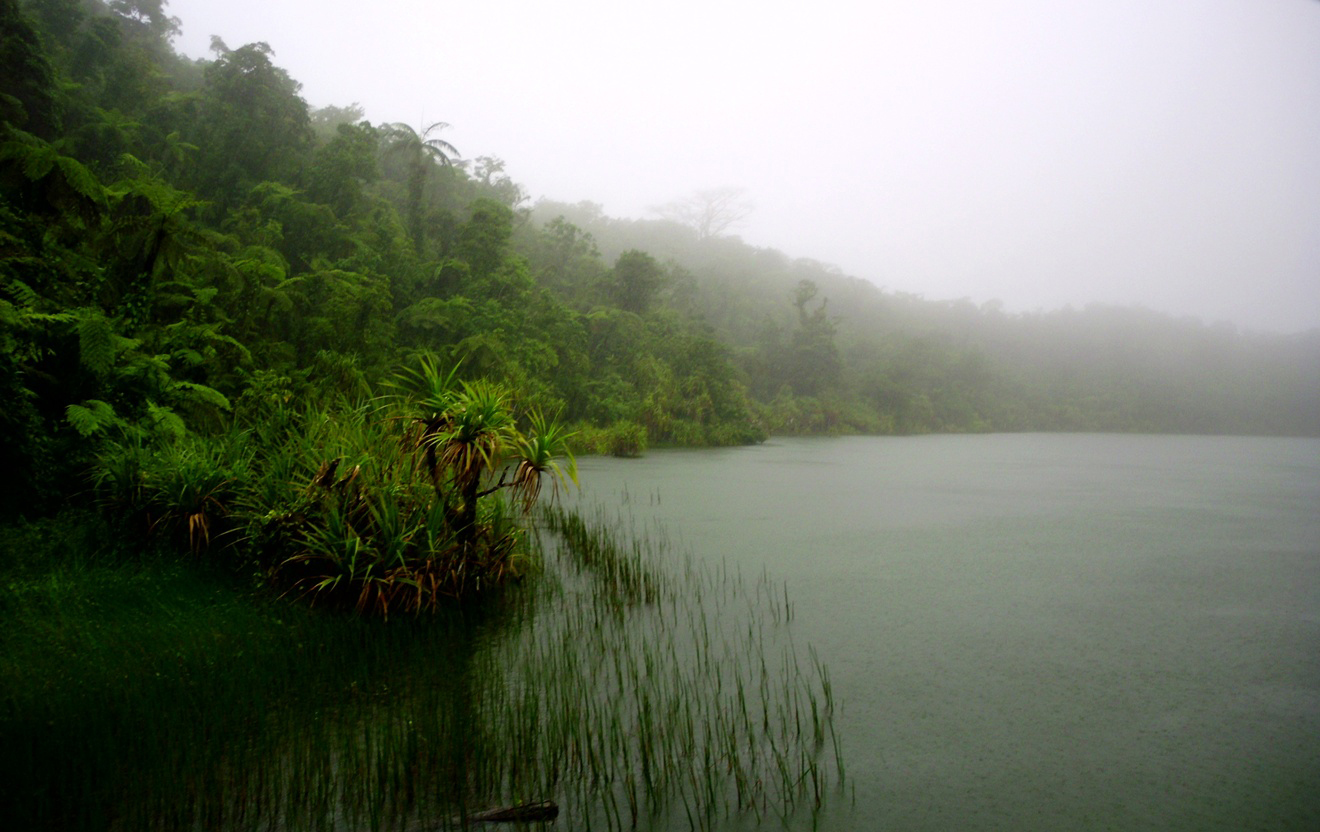
Día nublado en Lago Lanoto'o

Como muchas otras naciones insulares, Samoa tiene unos recursos hídricos singularmente frágiles. El sistema hídrico de Samoa abastece aproximadamente al 95% de la población, y el resto recibe su suministro exclusivamente de pozos, manantiales y pequeños depósitos de agua de lluvia.Aunque el agua está ampliamente disponible, sólo una pequeña proporción de la población recibe agua potable y tratada. En parte, esto se debe a que algunos pueblos dependen de suministros privados de agua que a menudo no son tratados ni mantenidos adecuadamente.
Expertos en Samoa consideran que los recursos hídricos del país son especialmente vulnerables a los efectos del cambio climático. Entre los principales problemas asociados al cambio climático figuran los periodos de escasez de precipitaciones, que provocan escasez de agua; las lluvias torrenciales que causan inundaciones y los consiguientes daños en las infraestructuras, la calidad y el suministro de agua; el racionamiento forzoso del agua para compensar la irregularidad de las precipitaciones; la rápida evaporación del agua, provocada por el aumento de las temperaturas; y el agua salada que expolia las aguas subterráneas y los manantiales costeros a medida que sube el nivel del mar.

El clima de Samoa es tropical, con una temperatura media anual de 26,5 °C, y una estación lluviosa que va desde noviembre a abril.
| Parámetros climáticos promedio de Apia | Parámetros climáticos promedio de Apia | Parámetros climáticos promedio de Apia | Parámetros climáticos promedio de Apia | Parámetros climáticos promedio de Apia | Parámetros climáticos promedio de Apia | Parámetros climáticos promedio de Apia | Parámetros climáticos promedio de Apia | Parámetros climáticos promedio de Apia | Parámetros climáticos promedio de Apia | Parámetros climáticos promedio de Apia | Parámetros climáticos promedio de Apia | Parámetros climáticos promedio de Apia | Parámetros climáticos promedio de Apia |
| Mes | Ene.                                   | Feb.                                   | Mar.                                   | Abr.                                   | May.                                   | Jun.                                   | Jul.                                   | Ago.                                   | Sep.                                   | Oct.                                   | Nov.                                   | Dic.                                   | Anual                                  |
| --- | -------------------------------------- | -------------------------------------- | -------------------------------------- | -------------------------------------- | -------------------------------------- | -------------------------------------- | -------------------------------------- | -------------------------------------- | -------------------------------------- | -------------------------------------- | -------------------------------------- | -------------------------------------- | -------------------------------------- |
| Temp. máx. media (°C) | 30                                     | 30                                     | 30                                     | 30                                     | 30                                     | 29                                     | 29                                     | 29                                     | 29                                     | 30                                     | 30                                     | 30                                     | 30                                     |
| Temp. mín. media (°C) | 24                                     | 24                                     | 24                                     | 24                                     | 24                                     | 24                                     | 23                                     | 23                                     | 23                                     | 24                                     | 24                                     | 24                                     | 24                                     |
| Precipitación total (mm) | 419                                    | 322                                    | 332                                    | 261                                    | 205                                    | 165                                    | 133                                    | 155                                    | 180                                    | 257                                    | 270                                    | 372                                    | 3071                                   |
| Fuente: www.weather2travel.com«Apia climate guide». Archivado desde el original el 18 de julio de 2011. Consultado el 15 de agosto de 2012. |                                        |                                        |                                        |                                        |                                        |                                        |                                        |                                        |                                        |                                        |                                        |                                        |                                        |

### Geología
El archipiélago de Samoa presenta muchas características que concuerdan con un modelo de punto caliente impulsado por plumas, incluido el volcán submarino Vailuluʻu, actualmente activo, que ancla el extremo oriental. Sin embargo, la proximidad de la cadena al extremo septentrional de la fosa de Tonga y la presencia de un voluminoso vulcanismo joven en la que debería ser la isla occidental más antigua (~5 mi), Savaiʻi, han suscitado controversia respecto a un modelo simple de pluma/punto caliente.
Lo más probable es que el archipiélago de Samoa se creara por el desplazamiento de la placa tectónica del Pacífico sobre un punto caliente fijo. El rastro del punto caliente de Samoa coincide en parte con un gran grupo de islas y montes submarinos de 1.700 km de largo, que probablemente se formaron por el mismo punto caliente, pero también se cruzan con montes submarinos más antiguos a lo largo de la autopista del punto caliente dejada por los puntos calientes de Macdonald, Rurutu y Rarotonga y presentan un vulcanismo postescudo sustancial, probablemente debido a fenómenos tectónicos desencadenados por la subducción de la Placa del Pacífico bajo la Placa Australiana en la cercana Fosa de Tonga.

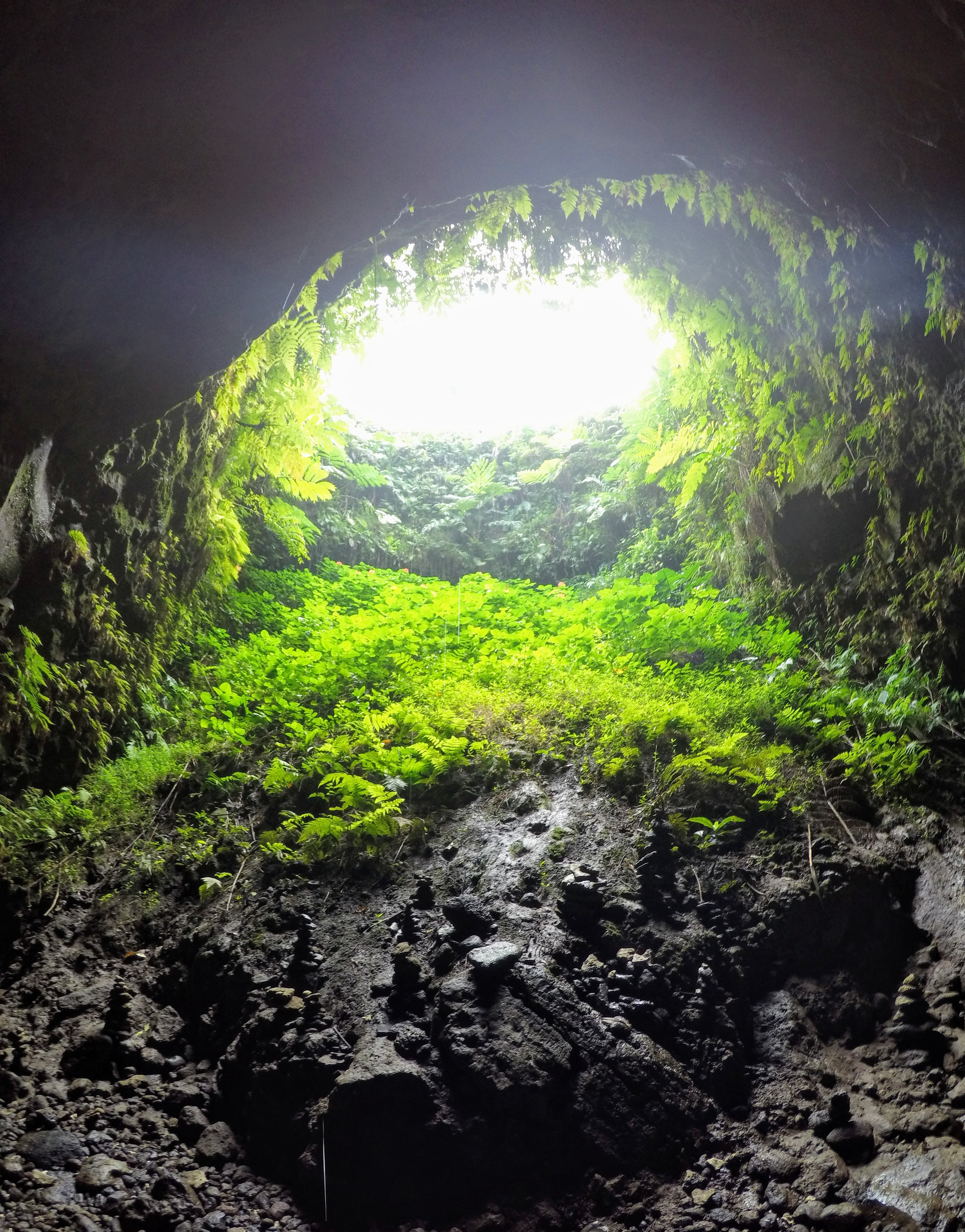
Cueva en Samoa

Vailuluʻu es un monte submarino volcánico descubierto en 1975. Se eleva desde el fondo del mar hasta una profundidad de 593 m y está situado entre las islas Taʻu y Rose, en el extremo oriental de la cadena de puntos calientes de Samoa. Se considera que este monte basáltico marca la ubicación actual del punto caliente de Samoa. La cima de Vailuluʻu contiene una caldera ovalada de 2.000 m de ancho y 400 m de profundidad. Desde la cima se extienden hacia el este y el oeste dos zonas principales, paralelas a la tendencia del punto caliente de Samoa. Una tercera grieta menos prominente se extiende al sureste de la cumbre.
El atolón Rose y el monte submarino Malulu son probablemente restos del lugar donde la ruta de los puntos calientes de Macdonald o Rarotonga se cruzó con la ruta del punto caliente de Samoa. Algunos montes submarinos del oeste de Samoa ("montes submarinos de Samoa"), que se emplazaron junto con Tuvalu hace entre 63 y 42 millones de años, son probablemente restos del punto caliente de Rurutu. [Otros montes submarinos de Samoa sin datar se han relacionado con el punto caliente de Rurutu basándose en pruebas geoquímicas.

### Fauna
Al ser una nación insular situada en medio del inmenso océano Pacífico, no es de extrañar que la mayor parte de la fauna de Samoa se encuentre en sus aguas circundantes. Se han registrado 200 especies de coral y unas 900 especies de peces en las aguas de Samoa.

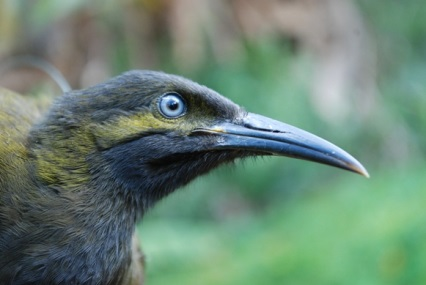
El mao (Gymnomyza samoensis), endémico del archipiélago de Samoa, se limita actualmente a las islas de Upolu y Savaii, en Samoa.

Se dice que hay unas 900 especies de peces en Samoa, clasificadas como peces de arrecife o peces de aguas azules. Algunas de las especies de arrecifes costeros de Samoa son el salmonete de cola cuadrada, el salmonete fringelip, el pez cabra indio, el pez unicornio de espina azul, el pez unicornio de espina naranja, el pez plata común, el pez soldado de ojo manchado, el pez espina pequeña, la caballa india, el cirujano estriado, pez loro bicolor, pez loro de cabeza escarpada, pez espina dorada, emperador de Ambón, pez espina pequeño, pez espina aerodinámico, sargo patudo, napoleón, sábalo patudo, cacho azul, mero de aleta alta, pámpano y morena fimbriada.
Algunos de los peces de aguas azules que se encuentran en las aguas que rodean Samoa son el atún de aleta amarilla, el peto, el mahimahi, la barracuda del Pacífico, la aguja azul, el pez vela del Indo-Pacífico, la aguja rayada, el corredor arco iris, el pez espada, el atún blanco, el listado, el patudo y casi todo lo que pueda desear pescar en un barco de pesca.
Muchos viajeros vienen a Samoa para ver cómo viven las tortugas marinas, en peligro de extinción. Las tortugas visitan con frecuencia las lagunas de Samoa y los buceadores suelen toparse con ellas. También hay excursiones de snorkel para nadar con tortugas en su hábitat natural, como las que se enumeran en las 7 mejores excursiones de snorkel en Samoa. Por otra parte, los mejores lugares para ver tortugas mientras se practica el snorkel figuran en la lista de los 10 mejores lugares para ver tortugas en Samoa.

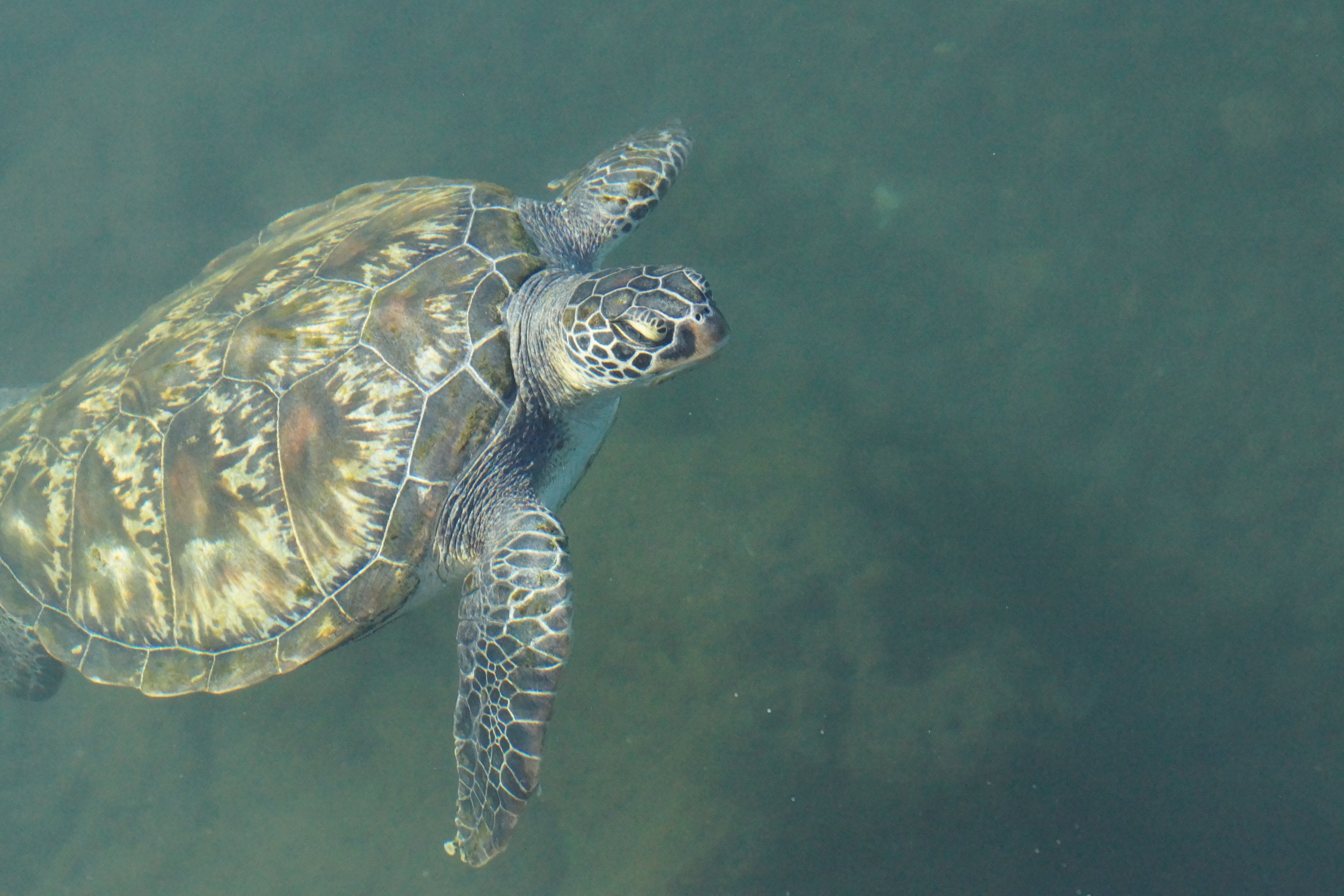
Tortuga Marina en aguas de Samoa

Las especies más comunes de tortugas que se ven en Samoa son las tortugas carey, que anidan en las costas de Samoa, y las tortugas verdes, que sólo se alimentan en las aguas de Samoa. Las cálidas aguas de Samoa son el destino migratorio de las ballenas jorobadas que llegan de la Antártida entre agosto y noviembre. Un pequeño número de ejemplares migra a Samoa en comparación con otras islas del Pacífico Sur. Samoa también cuenta con pequeñas manadas de delfines tornillo residentes y delfines de dientes rugosos en sus aguas circundantes.
Los tiburones de arrecife se ven sobre todo en los pasajes o alrededor de los arrecifes periféricos, donde la gente sólo suele nadar en las excursiones de submarinismo. Las especies de tiburones más comunes en Samoa son el tiburón de arrecife de puntas blancas, el tiburón de arrecife de puntas negras y el tiburón de arrecife gris.
Samoa cuenta con unas 200 especies de coral. Por desgracia, hay puntos de blanqueamiento del coral causado por el aumento de la temperatura del mar, y los lugareños dicen que incluso hace 20 años, el coral era mucho más vibrante, mientras que los daños del tsunami también están presentes en algunas zonas. No obstante, algunos corales se están regenerando en forma de coral de mesa, coral cuerno de ciervo, corales cerebro, colonias de coral blando, gorgonias, anémonas y mucho más.

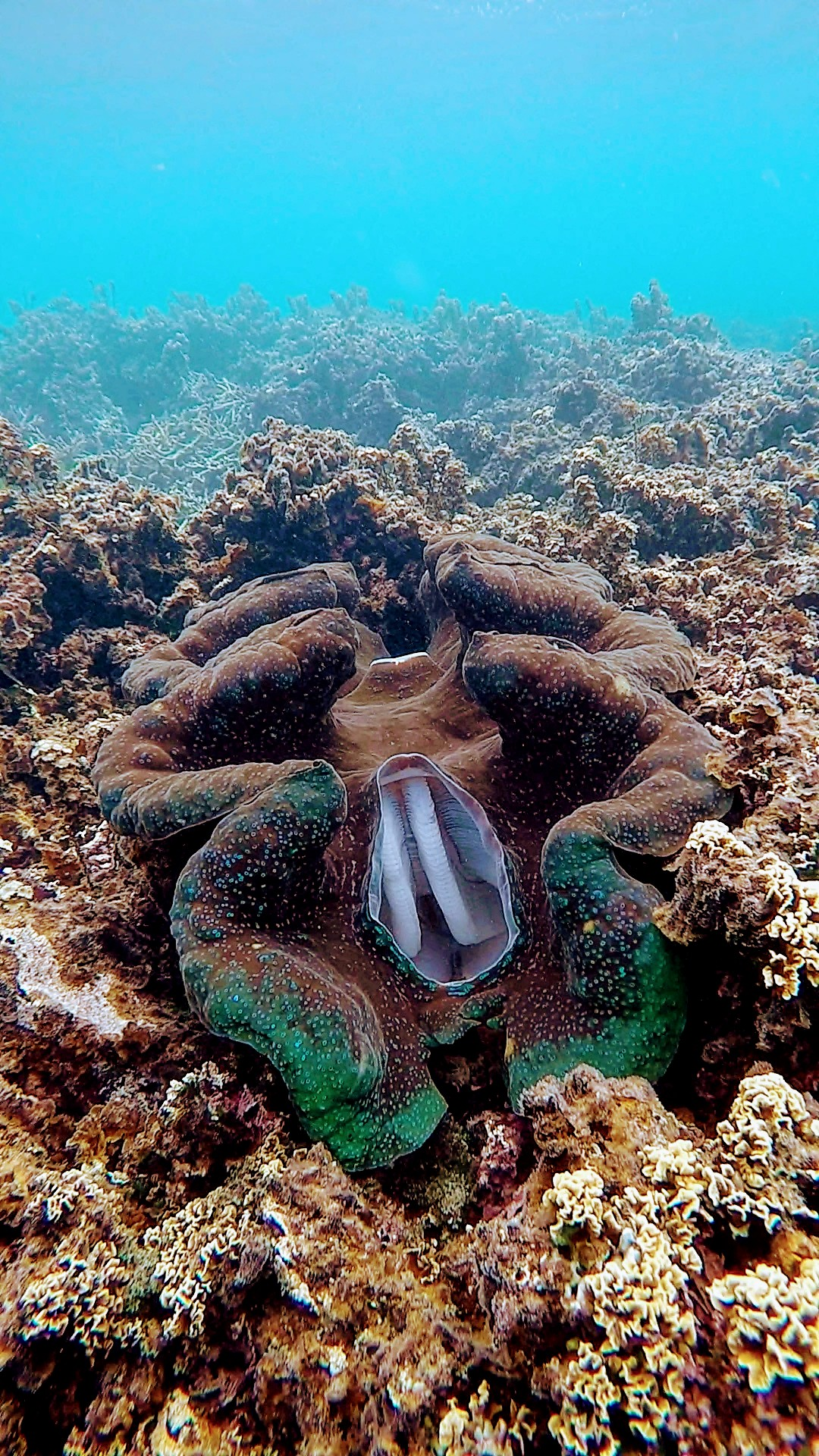
Primer plano del interior de la Almeja Gigante Samoa.

La fauna marina de Samoa también abarca los animales marinos de concha dura y concha blanda, empezando por las almejas gigantes. Hay cinco especies de almejas gigantes en Samoa, la mayoría introducidas para crear una industria de acuicultura: la mayor de las almejas gigantes tridacna gigas, la de concha lisa tridacna derasa, la acanalada tridacna squamosa, la pequeña almeja gigante que se cree nativa de Samoa tridacna maxima, y tridacna noae.
Algunas de las especies de peces de agua dulce autóctonas de los ríos, lagos y arroyos de Samoa son la perca de cristal de cola de bandera, la anguila de aleta corta, la anguila de aleta larga de Célebes, la anguila moteada gigante, el dormilón oscuro, el dormilón de cabeza ancha, la carpa-gudgeon tropical, el flagtail de roca, el salmonete otomebora, el salmonete de espalda verde, el pez pipa de cola corta, el pez pipa de cola rasgada, el bichique, el gobio raya barbilla, el terapon jarbua y el gobio sombra.En Samoa hay peces de colores con una población salvaje que sólo se encuentra en el cráter de un volcán extinguido, el lago Lanoto'o. Se cree que fueron introducidos en el lago por colonos alemanes durante su dominio colonial en el siglo XIX. Se puede acceder al lago Lanoto'o en una caminata de 5 km.
En tierra, la fauna más interesante de Samoa son sus aves. Hay unas 80 especies de aves en Samoa, de las que sólo unas 10 son endémicas. Algunas de las especies endémicas de Samoa son la manumea (paloma de pico dentado), el mao, el colibrí samoano, el melero cardenal, el estornino samoano, el papamoscas samoano, el lorito samoano, la paloma frugívora multicolor, el silbador samoano y el ojo blanco samoano.
Entre las demás especies de aves de Samoa, autóctonas o introducidas, destacan el vencejo de rabadilla blanca, la paloma del Pacífico, el pájaro myna común y de la selva, la gallina púrpura de los pantanos, el martín pescador de pico plano, el martín pescador de cuello blanco, los pollos rojos de la selva, los rieles (ve'a), el bulbul de pico rojo, el chorlitejo dorado del Pacífico y muchas más.
Como era de esperar, las islas de Samoa son refugio de muchas aves marinas. Algunas de las aves marinas más avistadas son el petrel de Tahití, la pardela enana, el paíño polinesio, el ave tropical de cola roja, el ave tropical de cola blanca, el piquero pardo, el piquero de patas rojas, la fragata grande, la fragata chica, el charrán patinegro, el charrán hollín y el charrán blanco, entre otras.

## Economía
La economía de Samoa siempre ha sido dependiente de las exportaciones agrícolas y de las divisas enviadas por sus nacionales, así como de la ayuda exterior. Dos tercios de la población se dedica a la agricultura, siendo la actividad más importante la exportación de copra, taro y de aceite de coco y otros derivados de la misma planta, aportando el 10,4% del PIB.

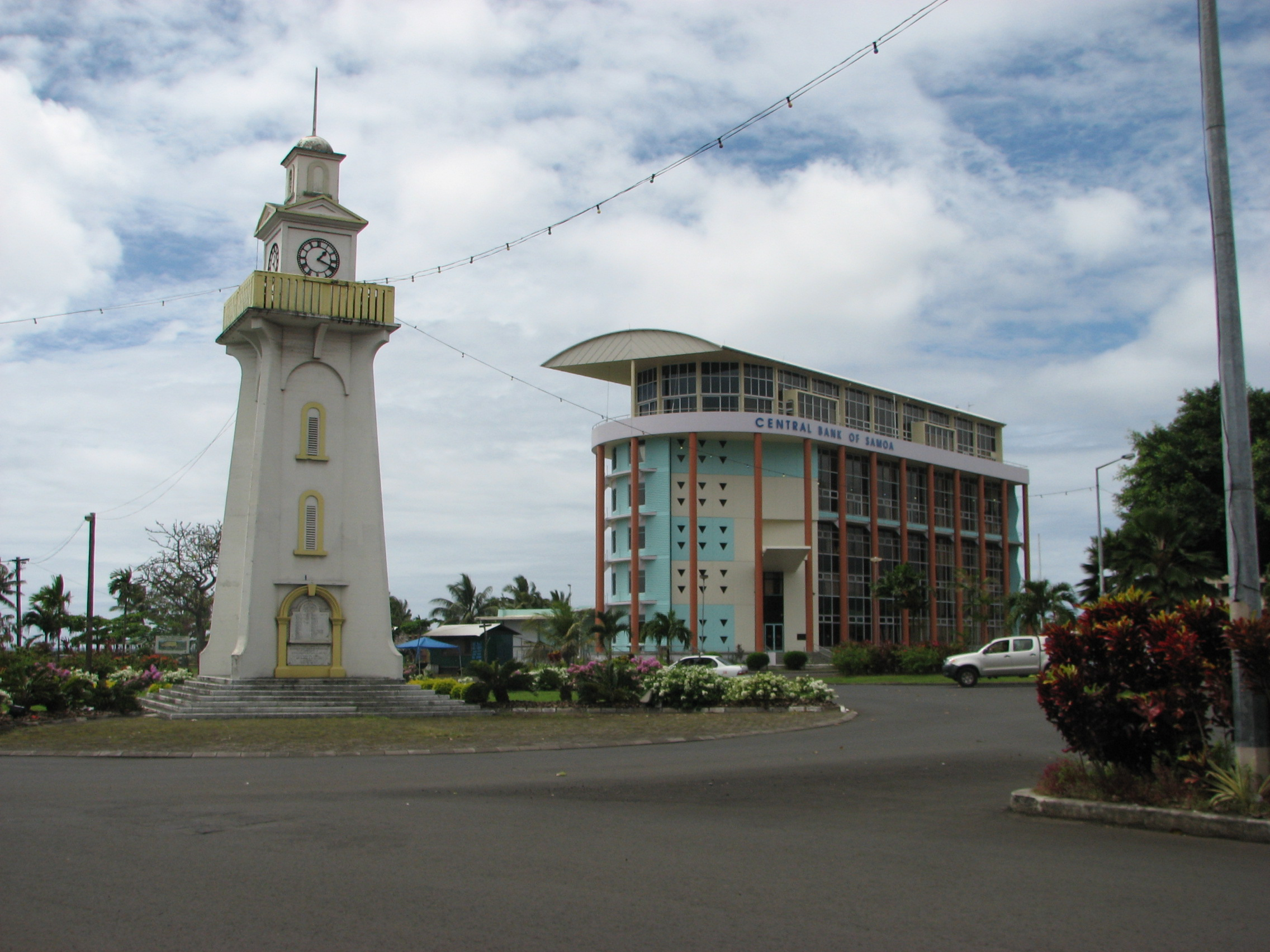
Sede del banco central de Samoa en Apia, la capital del país.

Otras industrias agrícolas han tenido menos éxito. La producción de caña de azúcar, establecida originalmente por los alemanes a principios del siglo XX, podría tener éxito. En algunas plantaciones al este de Apia se pueden ver antiguas vías del tren para transportar la caña. Las piñas crecen bien en Samoa, pero más allá del consumo local no ha sido un producto de exportación importante.
El sector industrial está dedicado casi en su integridad a la transformación de productos agrícolas y representa el 23,5% del PIB. El sector más en auge es el del turismo, que en la actualidad junto con el sector de servicios ofrece empleo a un 67% de la población y su aporte se ha demostrado con el aumento de los turistas en Samoa al pasar de 70 000 en 1996 a 120 000 en 2014.
Dos ciclones a principios de la década de 1990 causaron importantes daños en la infraestructura agrícola y turística del país, reduciendo el PIB en un 50%. Junto a ello, una grave afección de las plantaciones de taro, principal producto exportador de mediados de los '90, agravaron la crisis financiera. La ayuda internacional se recibió de Estados Unidos, Australia y Nueva Zelanda, con el compromiso de efectuar ajustes en la política económica. Así, el FMI recomendó una reestructuración del sector financiero y una diversificación de la actividad económica, así como un aumento de las potencialidades que suponía el turismo.

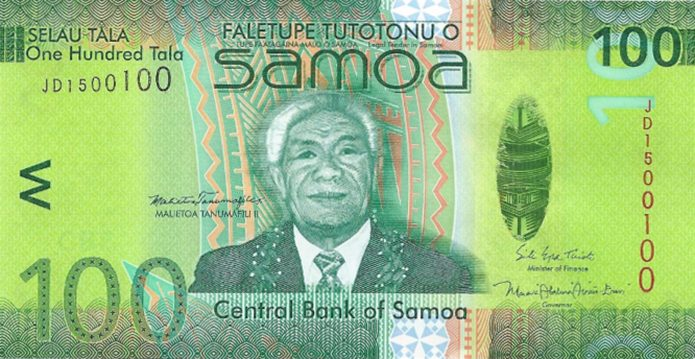
Billetes de 100 talas de Samoa

La nueva política permitió al país alcanzar los 14,5 millones de dólares estadounidenses en 2001 por ingresos del turismo, llegando a conformar el 55% de la riqueza nacional, e introducir de manera más extensiva el cultivo de coco, aprovechando para la exportación todos sus derivados. La diversificación del destino de las exportaciones, desconcentrándolas de Nueva Zelanda y Australia, ha permitido entrar en los mercados asiáticos, americano, y algo en el europeo.
Siguiendo las indicaciones del FMI y del Banco Mundial, Samoa ha mejorado su estructura financiera permitiendo la entrada de socios bancarios extranjeros y controlando la inflación. El gobierno de Samoa ha pedido que se desregule el sector financiero, se fomente la inversión y se continúe la disciplina fiscal. Los observadores señalan la flexibilidad del mercado laboral como una fortaleza básica para futuros avances económicos. El sector ha recibido una gran ayuda gracias a la importante inversión de capital en infraestructura hotelera, la inestabilidad política en los países vecinos del Pacífico y el lanzamiento en 2005 de Virgin Samoa, una empresa conjunta entre el gobierno y Virgin Australia (en ese momento Virgin Blue).
El 60% de la electricidad de Samoa proviene de fuentes hidroeléctricas, solares y eólicas renovables, y el resto de generadores diésel. La Corporación de Energía Eléctrica tiene como objetivo que la energía sea 100 % renovable para 2021.

### Agricultura

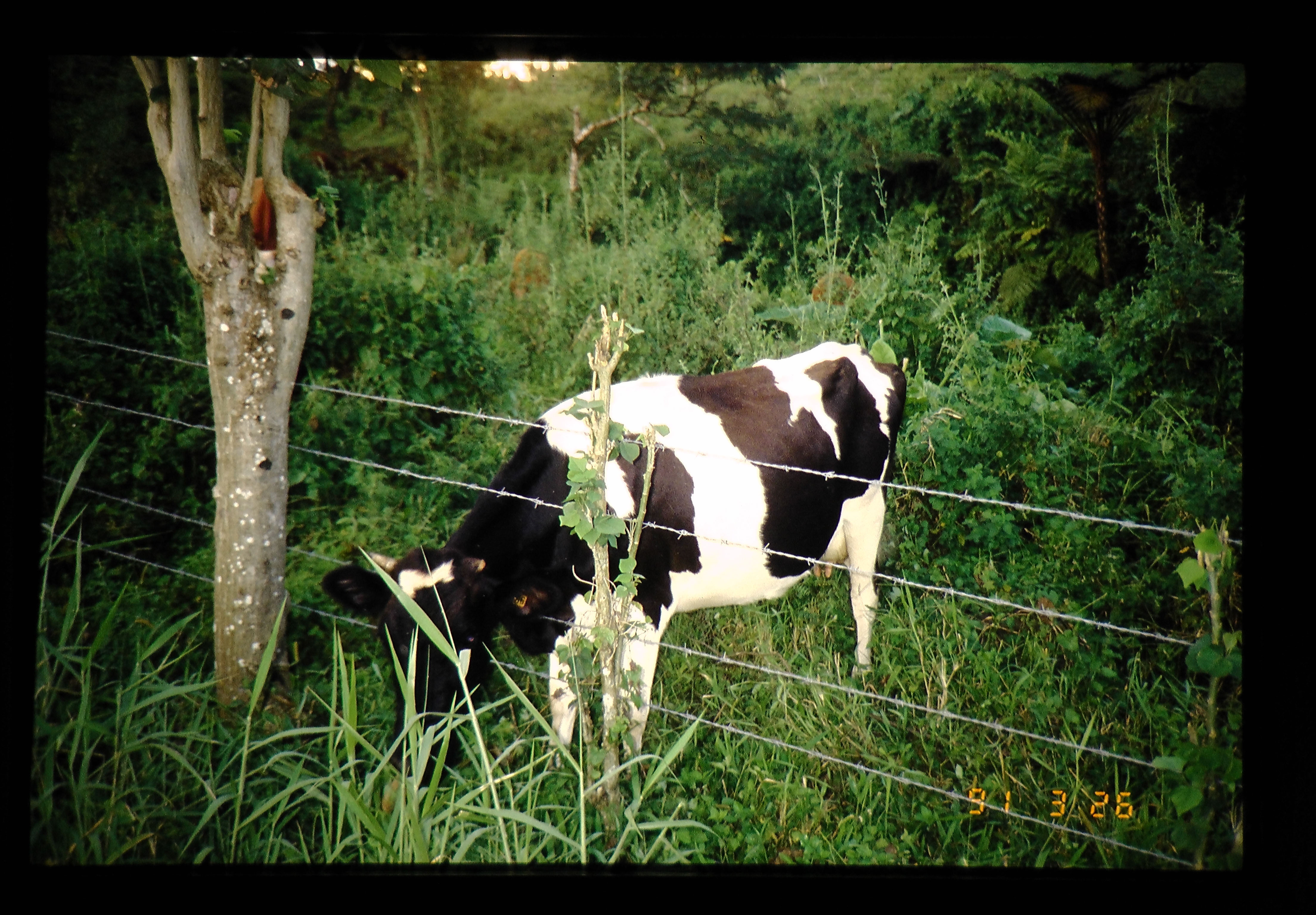
Ganado vacuno en Samoa

En el periodo anterior a la colonización alemana (desde finales del siglo XIX), Samoa producía sobre todo copra. Los comerciantes y colonos alemanes se dedicaron a introducir plantaciones a gran escala y a desarrollar nuevas industrias, sobre todo de cacao en grano y caucho, recurriendo a mano de obra importada de China y Melanesia. Cuando el valor del caucho natural cayó drásticamente, hacia el final de la Gran Guerra (Primera Guerra Mundial) en 1918, el gobierno neozelandés fomentó la producción de plátanos, para los que existe un gran mercado en Nueva Zelanda.
Debido a las variaciones de altitud, Samoa puede cultivar una gran variedad de cultivos tropicales y subtropicales. En general, la tierra no está a disposición de intereses externos. De la superficie total de 2.934 kilómetros cuadrados (725.000 acres), alrededor del 24,4% está dedicado a cultivos permanentes y otro 21,2% es cultivable. Alrededor del 4,4% es Western Samoan Trust Estates Corporation (WSTEC).

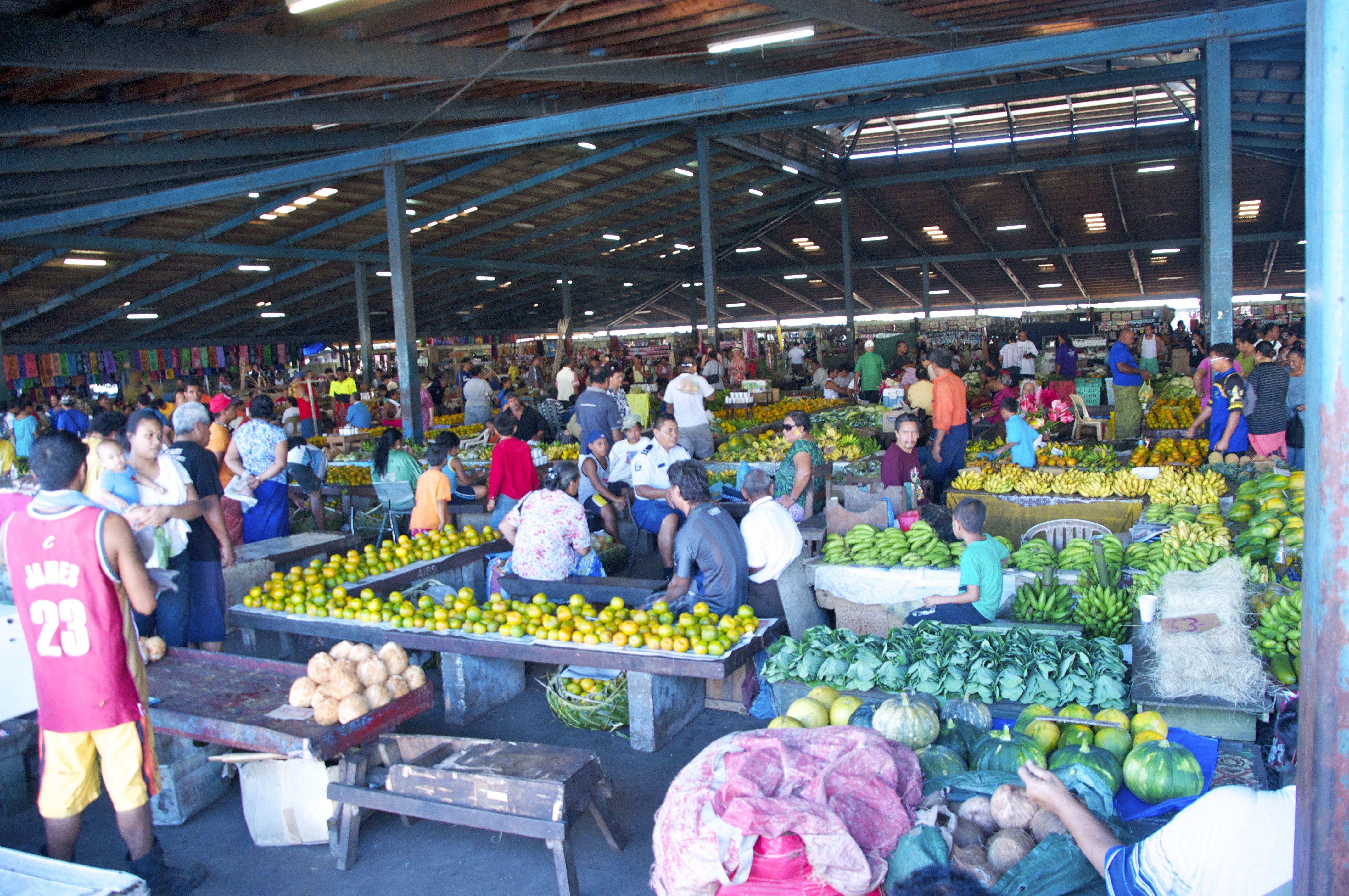
Mercado de Apia

Los productos básicos de Samoa son la copra (carne seca de coco), los granos de cacao (para chocolate), el caucho y los plátanos. La producción anual tanto de plátanos como de copra ha sido del orden de 13.000-15.000 toneladas (14.000-17.000 toneladas). Si se erradicara el escarabajo rinoceronte del coco en Samoa, este país podría producir más de 40.000 toneladas (44.000 toneladas) de copra. Las habas de cacao de Samoa son de muy alta calidad y se utilizan en los chocolates finos de Nueva Zelanda. La mayoría son híbridos Criollo-Forastero. El café crece bien, pero la producción ha sido desigual. WESTEC es el mayor productor de café.
Otras industrias agrícolas han tenido menos éxito. La producción de caña de azúcar fue establecida por los alemanes a principios del siglo XX. En algunas plantaciones al este de Apia pueden verse las antiguas vías del tren que transportaba la caña. Las piñas crecen bien en Samoa, pero no han pasado del consumo local para convertirse en un importante producto de exportación.

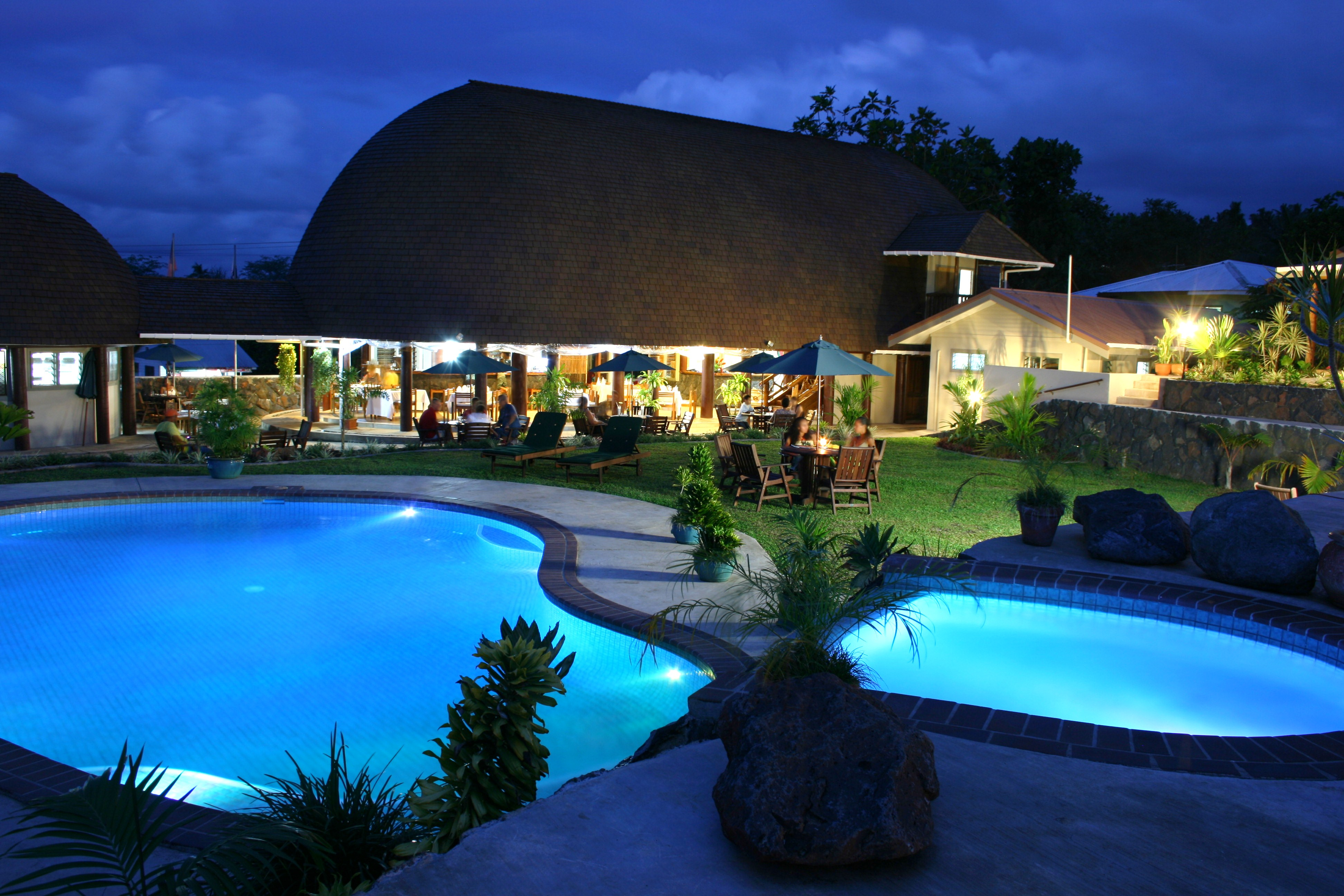
Hotel Le Manumea

### Turismo
En 1972 llegaron a Samoa más de 85.000 visitantes, que aportaron más de 12 millones de dólares a la economía local. Un tercio procedía de la Samoa Estadounidense, el 28% de Nueva Zelanda y el 11% de Estados Unidos. Las llegadas aumentaron en 2000, ya que los visitantes del Pacífico Sur evitaron los conflictos políticos de Fiyi y viajaron a Samoa.
Las cifras y los ingresos del turismo se duplicaron con creces en la década 2007-2016. Samoa recibió 122.000 visitantes en 2007 y 145.176 en 2016. Alrededor del 46% procedían de Nueva Zelanda, el 20% de Australia y el 7% de Estados Unidos. Los samoanos residentes en el extranjero representaron alrededor del 33% del total de turistas.
En respuesta a la pandemia de COVID-19 en 2020, Samoa prohibió todos los vuelos internacionales, entrantes y salientes.

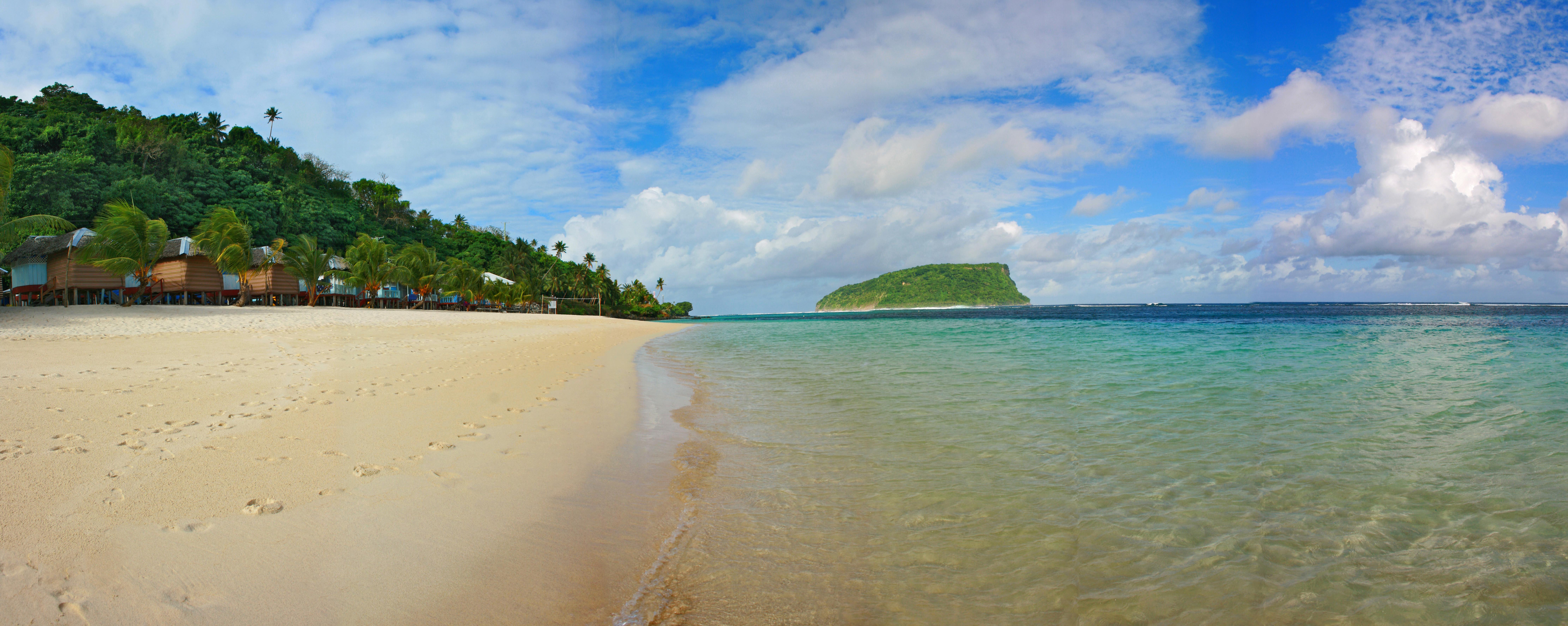
Playa Lalomanu

El sector servicios representa más de la mitad del PIB y emplea aproximadamente al 30% de la población activa.
La mejor época para visitar Samoa suele ser entre mayo y octubre, durante la estación seca.El tiempo suele ser soleado y cálido en esta época, ideal para actividades como la natación, el submarinismo y el senderismo. La estación lluviosa, que va de noviembre a abril, puede traer fuertes lluvias y tormentas, lo que puede dificultar algunas actividades al aire libre.
Según la Organización de Turismo del Pacífico Sur (OEPM), más de 139.000 turistas visitaron las islas en 2015. A pesar de la afluencia de visitantes extranjeros, las auténticas tradiciones y valores culturales siguen dominando todos los aspectos de la vida en las islas.
Como pequeña nación insular, los ecosistemas de Samoa son especialmente vulnerables a los problemas medioambientales provocados por el cambio climático, el desarrollo no planificado y las catástrofes naturales. Los impactos del turismo de masas también pueden amenazar los conocimientos tradicionales y la expresión cultural, que desempeñan un papel integral en el modo de vida samoano.

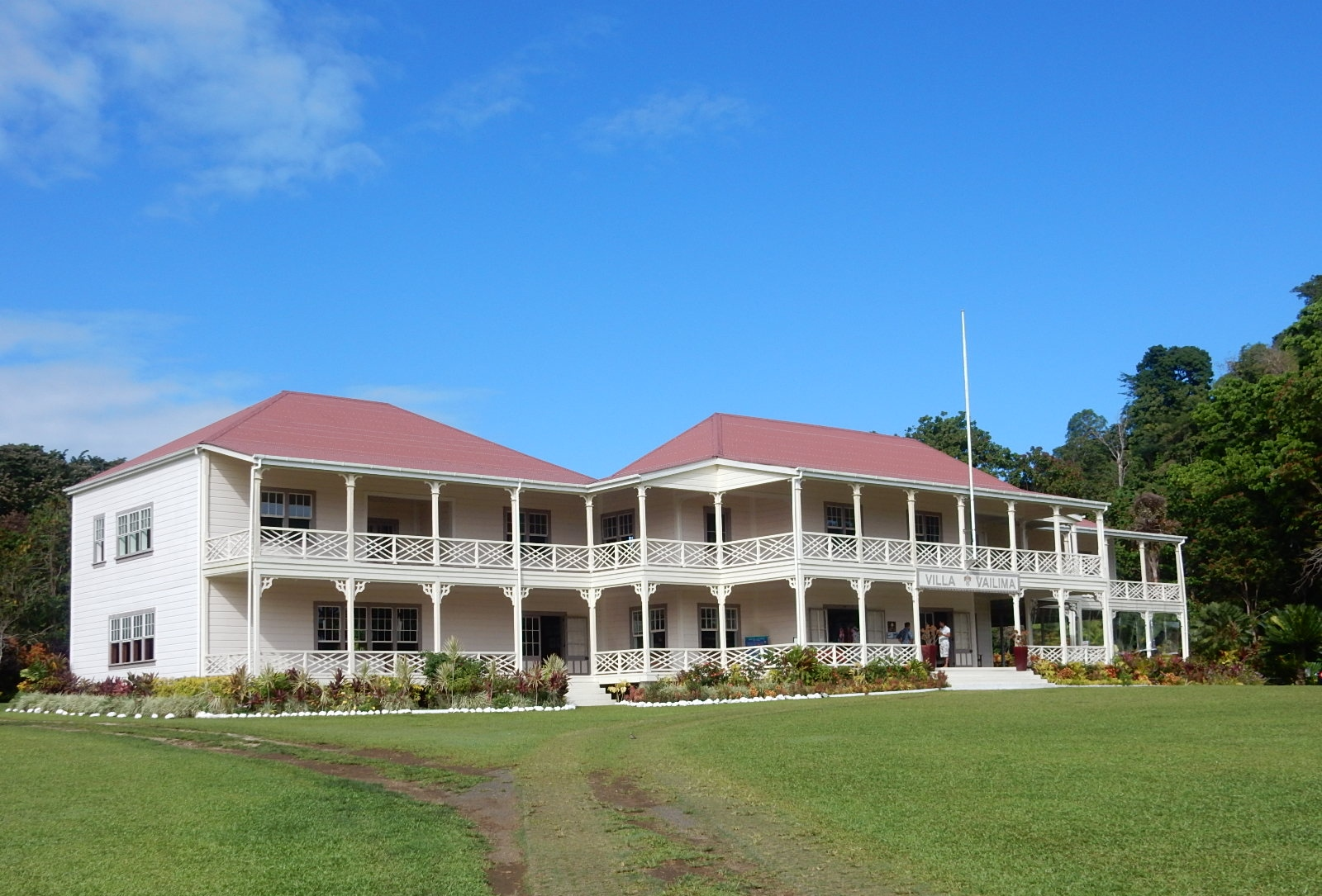
Museo en Vaea, Samoa

El turismo gestionado de forma sostenible puede hacer frente a estas amenazas mejorando la adaptación al cambio climático, reforzando la resiliencia de las comunidades y financiando la conservación del medio ambiente. Además de la protección del medio ambiente, el turismo también representa una oportunidad para conservar el patrimonio cultural de la isla, mejorar el bienestar de la comunidad y crear opciones profesionales para los jóvenes samoanos.
Samoa ha sido un líder regional en intervenciones de turismo sostenible, pero aún hay potencial para que el destino involucre aún más a las empresas turísticas y a los viajeros en la gestión del destino y sea un modelo a seguir para otros destinos de la región. Sustainable Travel International colabora con la Autoridad de Turismo de Samoa para ayudar a las pequeñas y grandes empresas a desempeñar un papel más activo en el desarrollo del turismo sostenible.

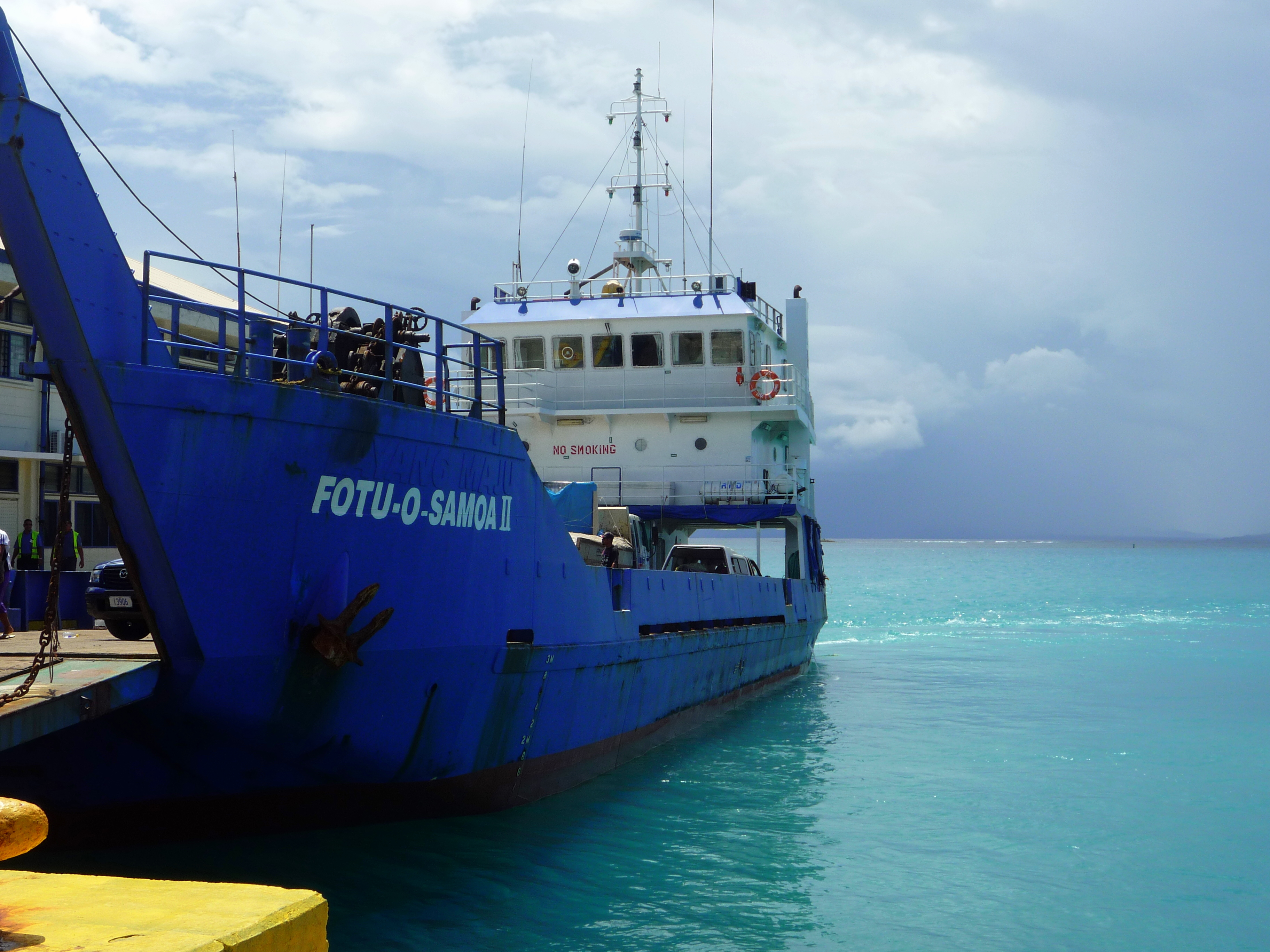
Transbordador de pasajeros y carga (Ferry) Fotu o Samoa II que opera entre las islas Upolu y Savai'i.

## Transporte
El país pasó de circular por la derecha a hacerlo por la izquierda a las 6 de la mañana del 7 de septiembre de 2009. El primer ministro de Samoa, Malielegaoi, justificó la medida diciendo que permitiría a la población importar más baratos los vehículos con volante a la derecha de Australia, Nueva Zelanda y Japón, donde también está vigente el volante a la izquierda. Anteriormente, muchos coches se importaban de Estados Unidos y otros países. El cambio se encontró con una amplia oposición en los preparativos. La iniciativa People Against Switching Sides llegó a pedir la dimisión del Gobierno.
Air New Zealand, Samoa Airways, Fiji Airways e Inter Island Airways gestionan el tráfico aéreo nacional e internacional en el aeropuerto internacional de Apia-Faleolo (código IATA APW). Otro aeropuerto internacional, Apia-Fagaliʻi (código IATA del aeropuerto: FGI), situado a 5 km de Apia, estuvo cerrado durante varios años y ha vuelto a ser utilizado desde el 1 de julio de 2009 por Polynesian Airlines para sus servicios a la cercana Samoa Americana.

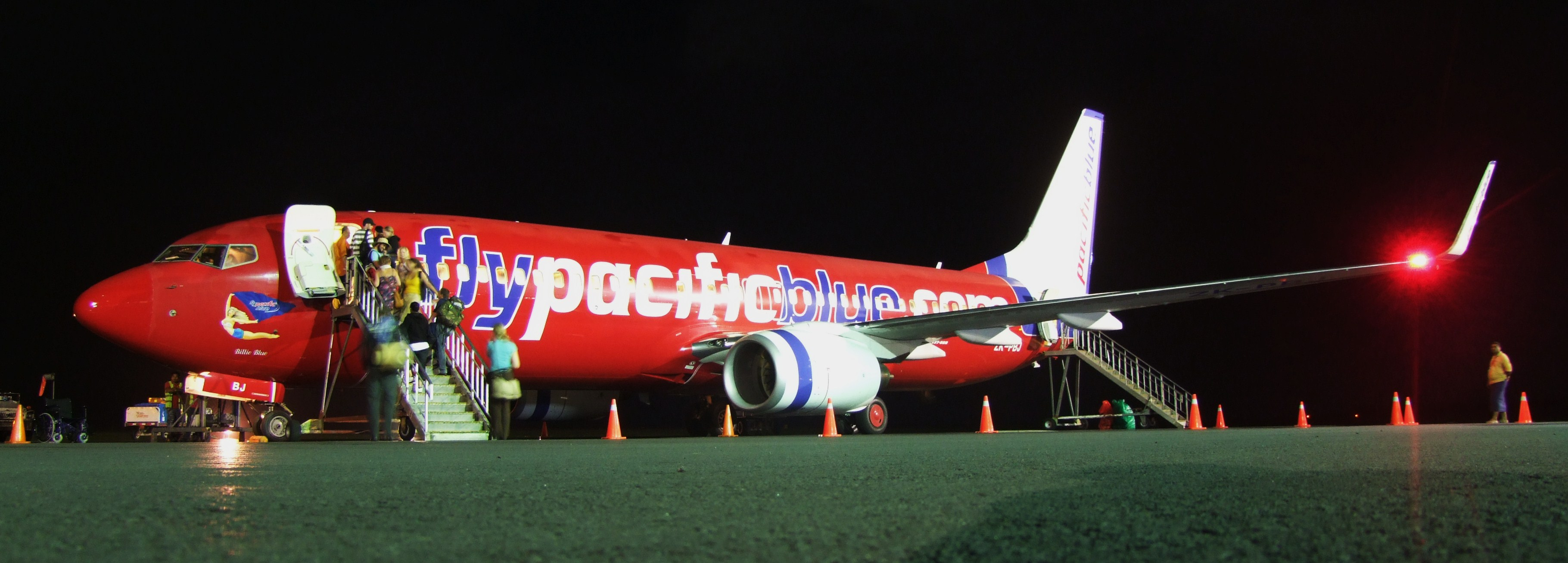
Salida nocturna en el aeropuerto internacional de Faleolo

A excepción del ferrocarril Telefunken, construido por los alemanes y explotado por los neozelandeses durante la Primera Guerra Mundial, en Samoa no hay servicio ferroviario ni de tranvías.

## Demografía

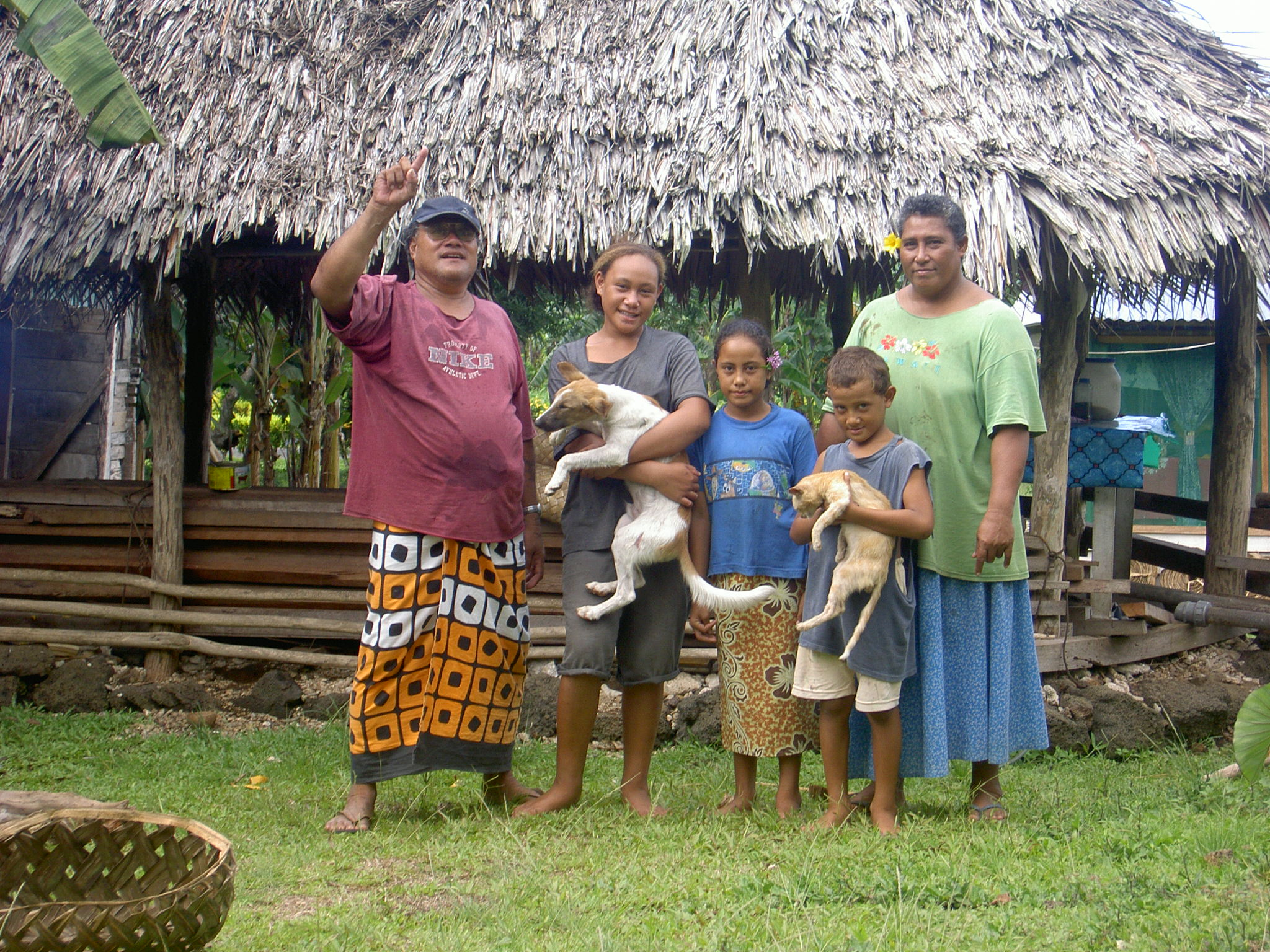
Familia samoana.

La población de acuerdo con el censo de 2011 era de 187 820 habitantes, de los cuales 36 735 correspondían a población urbana y 151 085 a población rural. En Apia, capital y centro comercial de Samoa, viven 38 800 habitantes.
La mayoría de la población es agrícola y muchos habitan en tribus. El 50 % de la población de Samoa habita o trabaja en el exterior. La mayor parte lo hace en Nueva Zelanda, Australia o en la Samoa Americana, primera etapa antes de emigrar hacia los Estados Unidos. Los nativos de Samoa son un 92 % de la población, esta etnia suma entre 450 000 y 1 000 000 personas alrededor del mundo, las principales comunidades en el extranjero están en Nueva Zelanda, Australia y Estados Unidos. Los idiomas oficiales son el samoano y el inglés.

### Educación
El gobierno samoano ofrece ocho años de educación primaria y secundaria gratuita y obligatoria hasta los 16 años.

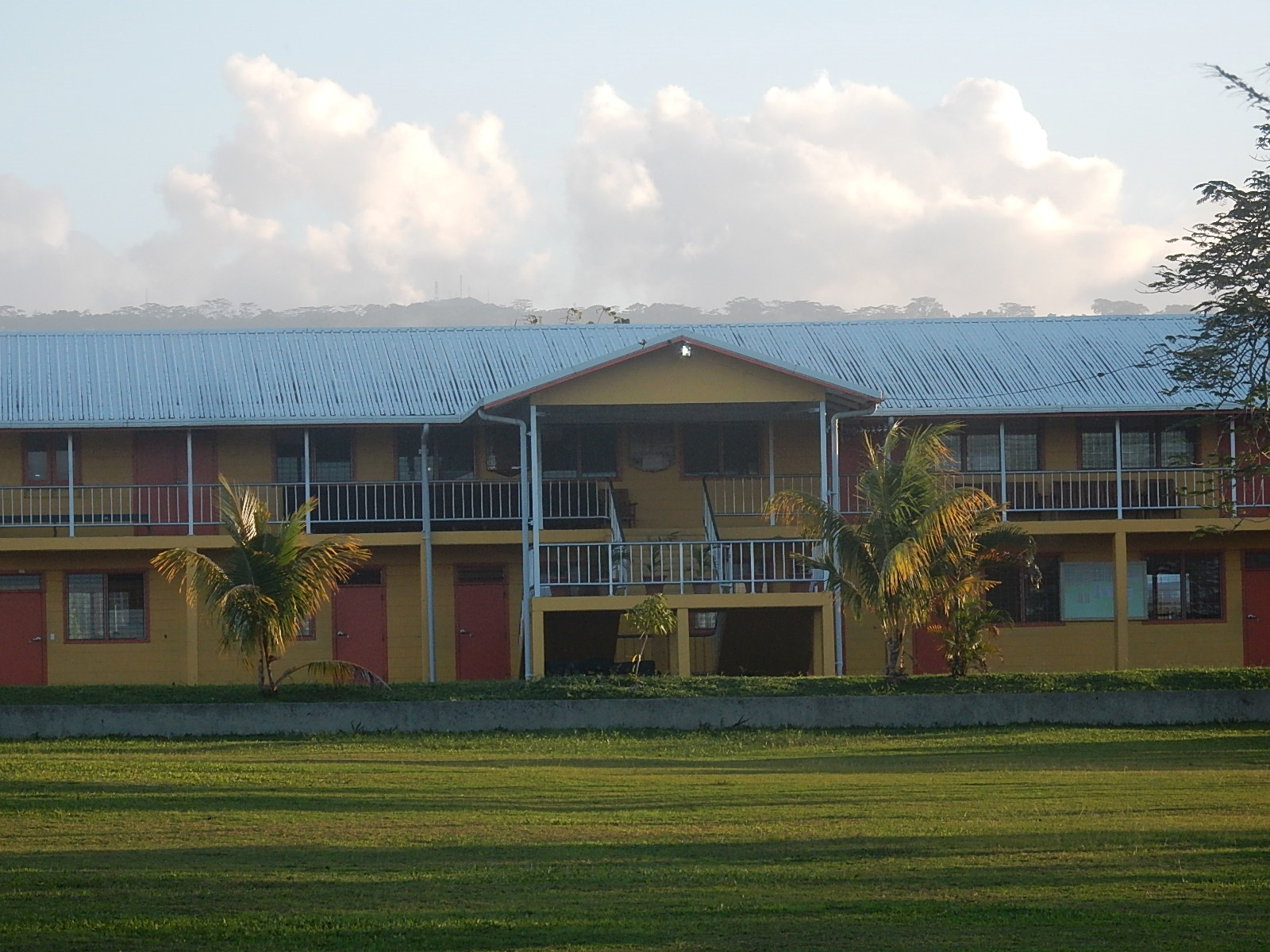
Una escuela samoana

La principal institución de enseñanza postsecundaria de Samoa es la Universidad Nacional de Samoa, creada en 1984. El país también alberga varias sedes de la multinacional Universidad del Pacífico Sur y de la Universidad de Medicina de Oceanía.
La educación en Samoa ha demostrado ser eficaz, ya que un informe de la UNESCO de 2012 afirmaba que el 99% de los adultos samoanos saben leer y escribir.
La Iniciativa para la Medición de los Derechos Humanos (HRMI, por sus siglas en inglés) considera que Samoa sólo cumple el 88,0% de lo que debería cumplir en cuanto al derecho a la educación en función del nivel de ingresos del país. La HRMI desglosa el derecho a la educación teniendo en cuenta tanto el derecho a la educación primaria como el derecho a la educación secundaria. Teniendo en cuenta el nivel de ingresos de Samoa, el país alcanza el 97,7% de lo que debería ser posible en función de sus recursos (ingresos) para la enseñanza primaria, pero sólo el 78,3% para la secundaria.

### Religión

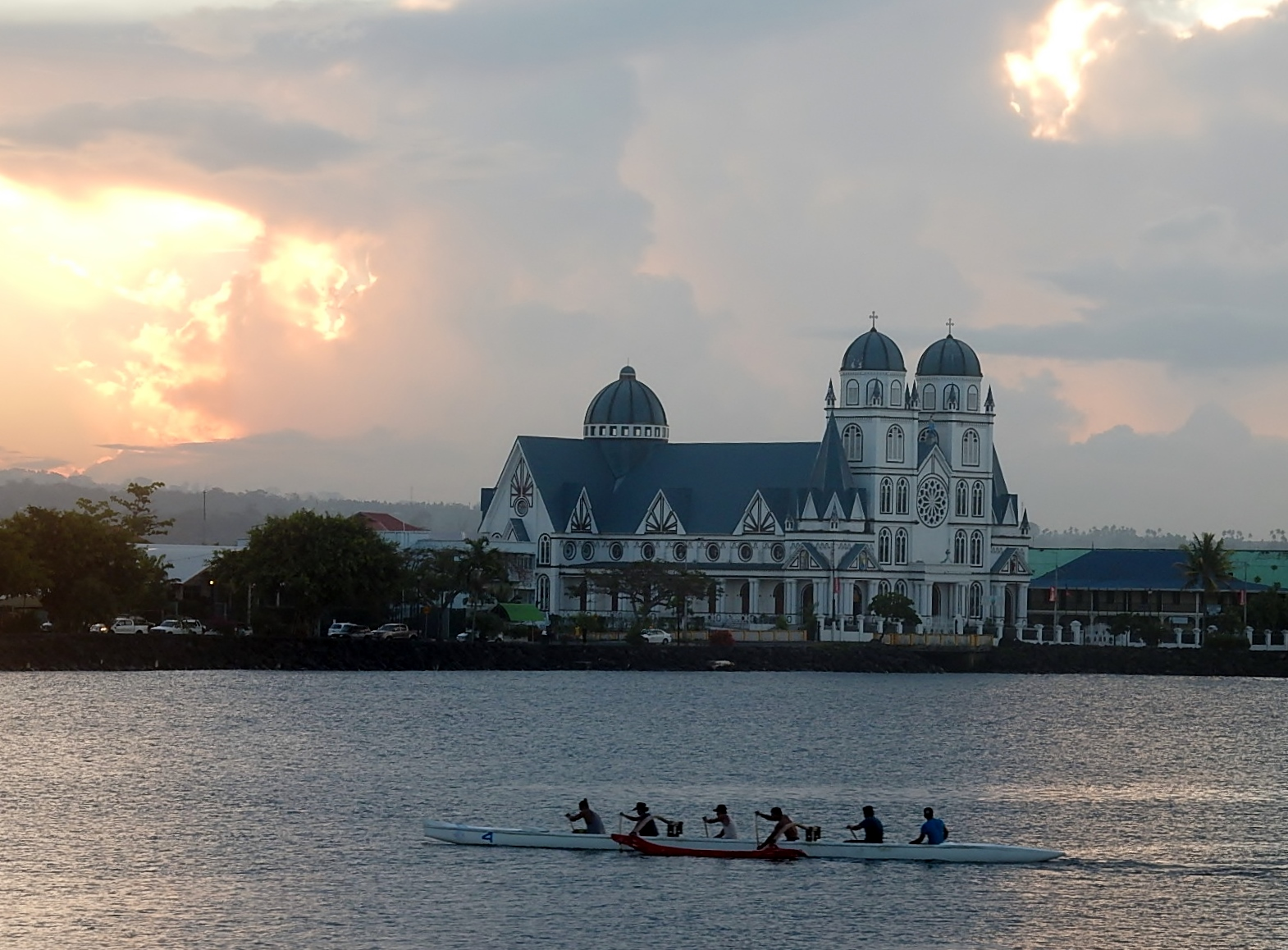
Catedral de la Inmaculada Concepción en Apia

Según el censo de 2001, casi toda la población es cristiana. Las iglesias con más seguidores en Samoa son: la Iglesia cristiana congregacional de Samoa (35,5% de la población), la Iglesia católica (19,6%), la Iglesia Metodista (15%), la Iglesia de los Santos de los Últimos Días (12,7%), Asamblea de Dios Samoana (10,6%) y la Iglesia Adventista del Séptimo Día (3,5%). Otro 1,3% es seguidor del bahaismo, mientras que el restante 0,8% no especificó su religión.
Samoa es un país mayormente cristiano, pero su porcentaje decae cada año pasando de un 80,2% en 2002 a un 71,2% en 2015.
Existen un porcentaje de 20% de católicos, pero ha crecido, ya que en 2002 eran el 14,2%, luego en 2003 decayó a un 13,8%, y en 2007 se recuperó al 15%.
Hay aproximadamente de 800 a 900 personas islámicas en el país, que conforman menos del 0,02% de la población. Además, hay un gran porcentaje de irreligiosos: 18,2% en 2010, 20% en 2016 y el 22% en 2017.

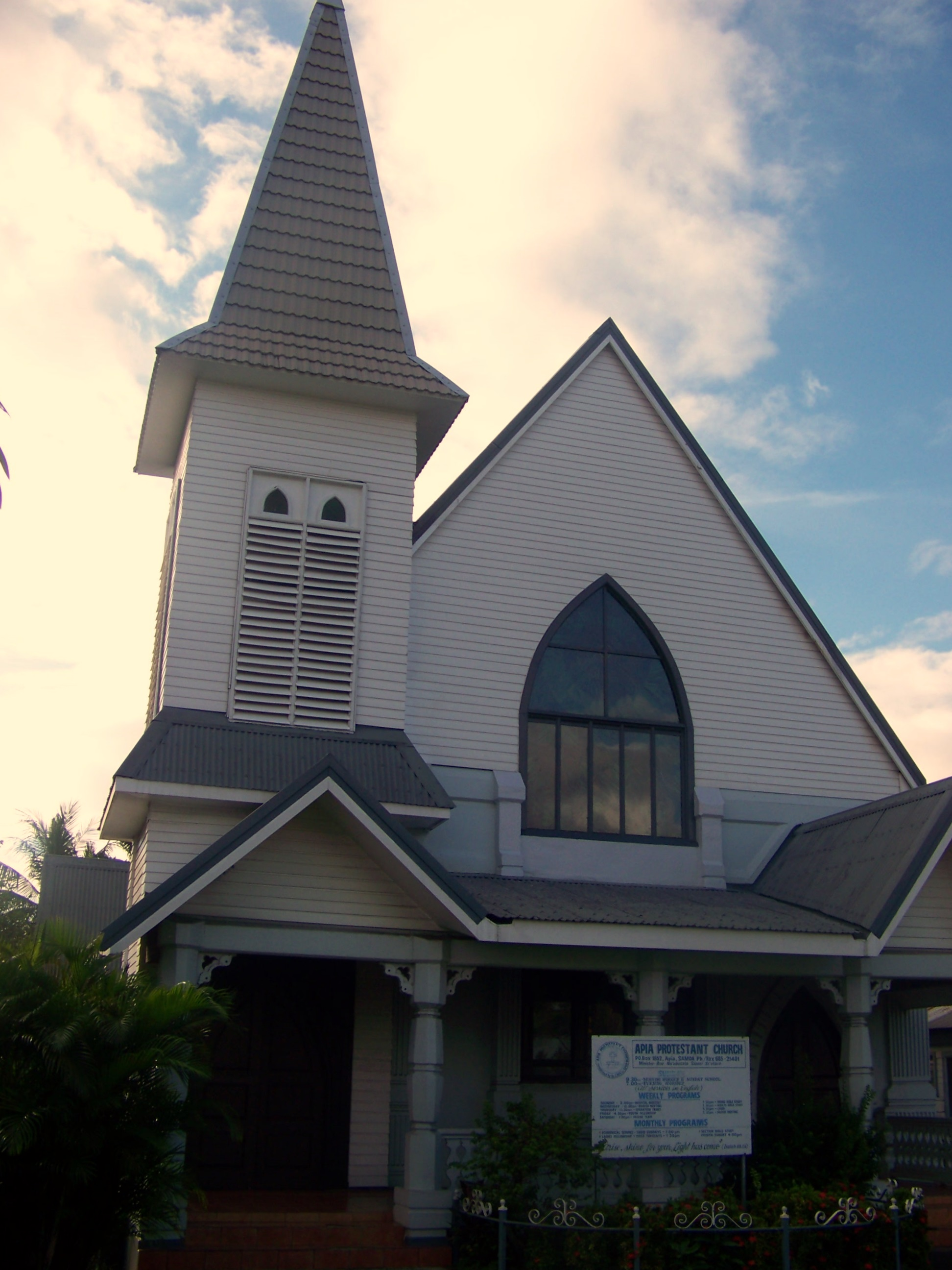
Iglesia protestante en Apia

Hay 1232 personas budistas en el país y 1245 hindúes.[cita requerida]

## Cultura
La fa'a Samoa, o la «manera tradicional samoana», aún es una fuerza dominante en la vida de Samoa y la política. Pese a siglos de influencia europea, Samoa aún mantiene sus costumbres históricas, el sistema social y político y su idioma. Las costumbres culturales, como la ceremonia de Samoa 'ava, son rituales importantes y solemnes que se practican durante las ocasiones especiales, como el nombramiento de los jefes tribales (matai).

### Literatura
Albert Wendt es un importante escritor samoano cuyas novelas y relatos narran la experiencia samoana. En 1989, su novela Flying Fox in a Freedom Tree fue llevada al cine en Nueva Zelanda, dirigida por Martyn Sanderson. Otra novela, Sons for the Return Home, también había sido llevada al cine en 1979, dirigida por Paul Maunder.
El fallecido John Kneubuhl, nacido en la Samoa Estadounidense, fue un consumado dramaturgo y guionista. Su obra Think of Garden se estrenó en Auckland en 1993, un año después de su muerte, fue dirigida por Nathaniel Lees, está ambientada en 1929 y trata sobre la lucha de Samoa por la independencia.
Sia Figiel ganó en 1997 el Premio de Escritores de la Commonwealth de ficción en la región del sudeste asiático y el Pacífico Sur con su novela "Where We Once Belonged".

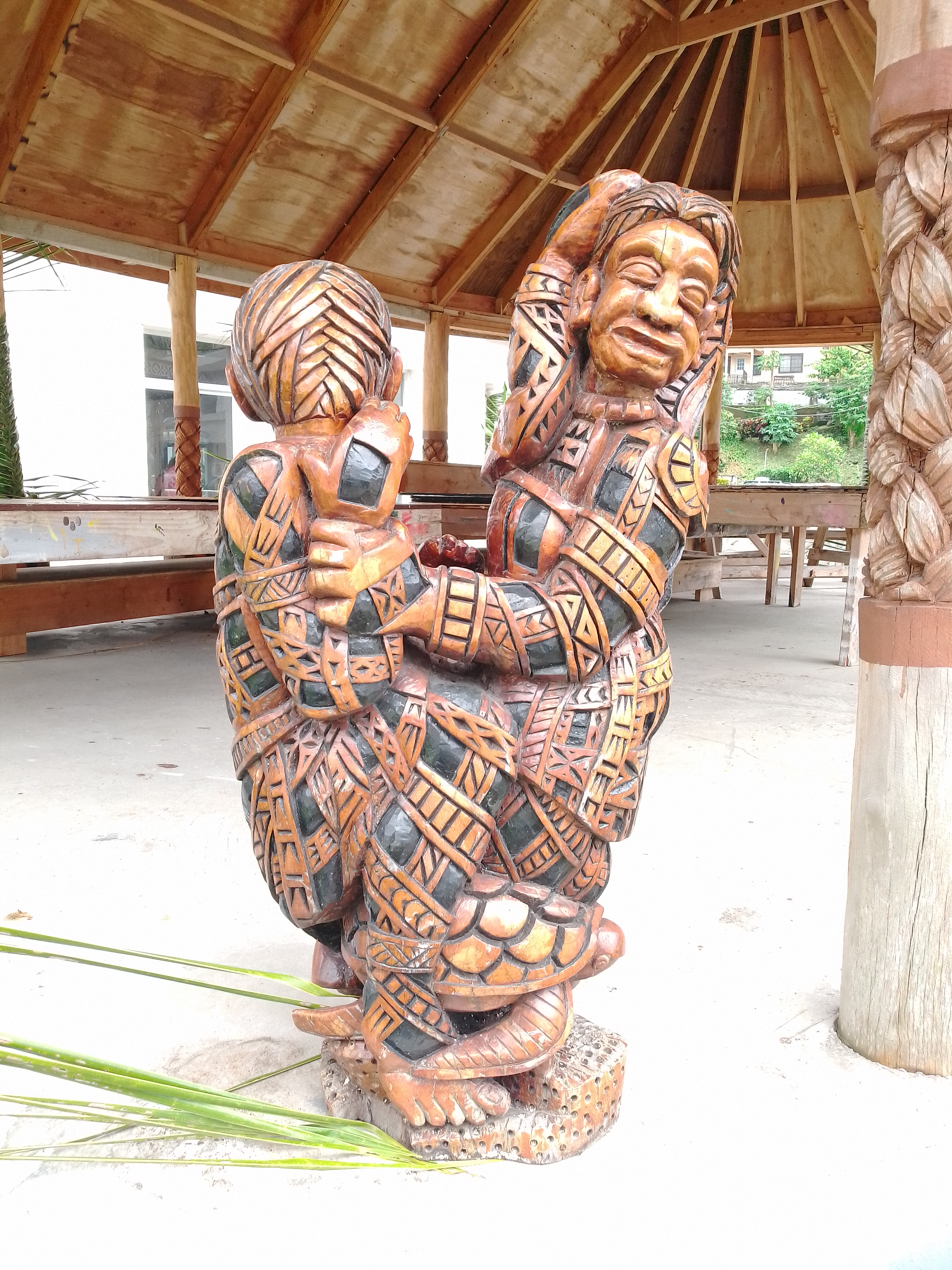
Estatua de Madera en Samoa

Momoe Malietoa Von Reiche es una poetisa y artista reconocida internacionalmente.
Tusiata Avia es poeta de performance. Su primer libro de poesía Wild Dogs Under My Skirt fue publicado por Victoria University Press en 2004. Dan Taulapapa McMullin es artista y escritor.
Otros poetas y escritores samoanos son Sapa'u Ruperake Petaia, Eti Sa'aga y Savea Sano Malifa, editor del Samoa Observer.

### Cultura contemporánea
En cuanto a la música, los grupos locales más populares son The Five Stars, Penina o Tiafau y Punialava'a. La versión de The Yandall Sisters de la canción Sweet Inspiration alcanzó el número uno en las listas de Nueva Zelanda en 1974.
King Kapisi fue el primer artista de hip hop en recibir el prestigioso premio neozelandés APRA Silver Scroll Award en 1999 por su canción Reverse Resistance. El vídeo musical de Reverse Resistance se rodó en Savai'i, en sus aldeas.
Otros artistas de hip hop samoanos de éxito son el rapero Scribe, Dei Hamo, Savage y Tha Feelstyle, cuyo vídeo musical Suamalie se rodó en Samoa.
Lemi Ponifasio es un director y coreógrafo destacado internacionalmente con su compañía de danza MAU. La compañía de Neil Ieremia, Black Grace, también ha recibido elogios internacionales con giras por Europa y Nueva York.
El hip hop ha tenido un impacto significativo en la cultura samoana. Según la doctora Katerina Martina Teaiwa, de la Universidad de Hawái en Manoa, "la cultura hip hop en particular es popular entre los jóvenes samoanos" Como en muchos otros países, la música hip hop es popular. Además, la integración de elementos del hip hop en la tradición samoana también "da fe de la transferibilidad de las propias formas de danza" y de los "circuitos por los que viajan las personas y todos sus conocimientos incorporados". La danza, tanto en su forma tradicional como en sus formas más modernas, ha seguido siendo una divisa cultural central para los samoanos, especialmente los jóvenes.
La organización artística Tautai Pacific Arts Trust era un colectivo informal de artistas visuales entre los que se encontraban Fatu Feu'u, Johnny Penisula, Shigeyuki Kihara, Michel Tuffery y Lily Laita en la década de 1980, y se formalizó en un trust en 1995, siendo en la actualidad una de las principales organizaciones artísticas del Pacífico dirigida por Aanoalii Rowena Fuluifaga. Marilyn Kohlhase dirigió una galería centrada en el Pacífico llamada Okaioceanikart de 2007 a 2013. Otros importantes artistas contemporáneos samoanos son Andy Leleisi'uao y Raymond Sagapolutele.

El director Sima Urale es cineasta. El cortometraje de Urale O Tamaiti ganó el prestigioso premio al mejor cortometraje en el Festival de Venecia de 1996. Su primer largometraje, Apron Strings, inauguró el Festival Internacional de Cine de Nueva Zelanda de 2008. El largometraje Siones Wedding, coescrito por Oscar Kightley, tuvo éxito económico tras su estreno en Auckland y Apia. La película de 2011 El orador fue la primera película totalmente samoana, rodada en Samoa en lengua samoana con un reparto samoano que narraba una historia exclusivamente samoana. Escrita y dirigida por Tusi Tamasese, recibió elogios de la crítica y la atención de festivales de cine de todo el mundo.

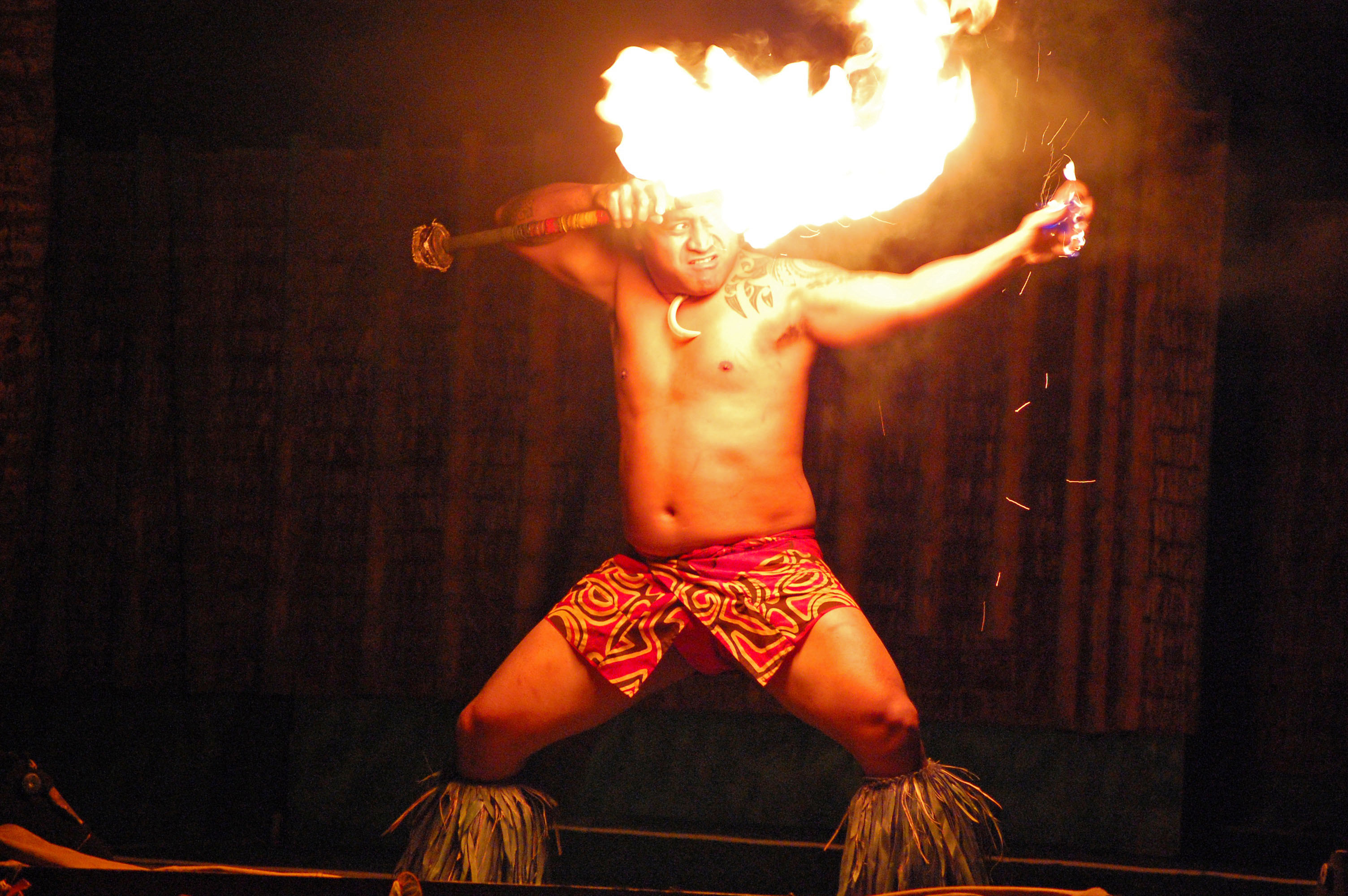
El tradicional Bastón de Fuego se usa en muchas festividades samoanas.

### Mitología samoana
La mitología samoana es básicamente una variante dentro de la Mitología de la Polinesia. Tangaloa es el dios creador y también es mensajero de este. Atu es el primer hombre en habitar Fiyi y Tonga junto con Sasae. Existen otras deidades dedicadas a otras facetas cotidianas, como Pargani, dios de las estaciones.

### Días festivos
| Fecha           | Nombre en castellano           | Nombre local                       | Notas                                          |
| --------------- | ------------------------------ | ---------------------------------- | ---------------------------------------------- |
| 1 de enero      | Año Nuevo                      | New Year's Day                     | Todos los años                                 |
| 2 de enero      | Día Siguiente al Año Nuevo     | Day Following New Year's Day       | Todos los años                                 |
| 4 de enero      | Cumpleaños del Jefe del Estado | Head of State's Birthday           | Todos los años                                 |
| 17 de enero     | Día de Martin Luther King      | Martin Luther King's Day           | -                                              |
| 28 de marzo     | Lunes de Pascua                | Easter Monday                      | -                                              |
| 17 de abril     | Día de la Bandera              | Territorial Flag Day               | -                                              |
| 25 de abril     | Día de Anzac                   | Anzac Day                          | Día en cual se honra a los veteranos de guerra |
| 1 de mayo       | Fiesta del Pueblo              | Day of the People                  | Todos los años                                 |
| 14 de mayo      | Día de las Madres de Samoa     | Mothers of Samoa Day               | -                                              |
| 1 de junio      | 1.er Día de la Independencia   | Independence Day                   | Fiesta Nacional                                |
| 2 de junio      | 2.º Día de la Independencia    | Independence Day                   | Fiesta Nacional                                |
| 6 de agosto     | Día del Trabajo                | Labor Day                          | -                                              |
| 15 de octubre   | Domingo de los niños           | Lotu-a-Tamaiti (Children's Sunday) | Todos los años                                 |
| 2 de noviembre  | Día de los Árboles             | Day of Trees                       | Todos los años                                 |
| 25 de diciembre | Navidad                        | Christmas Day                      | Todos los años                                 |

## Deporte

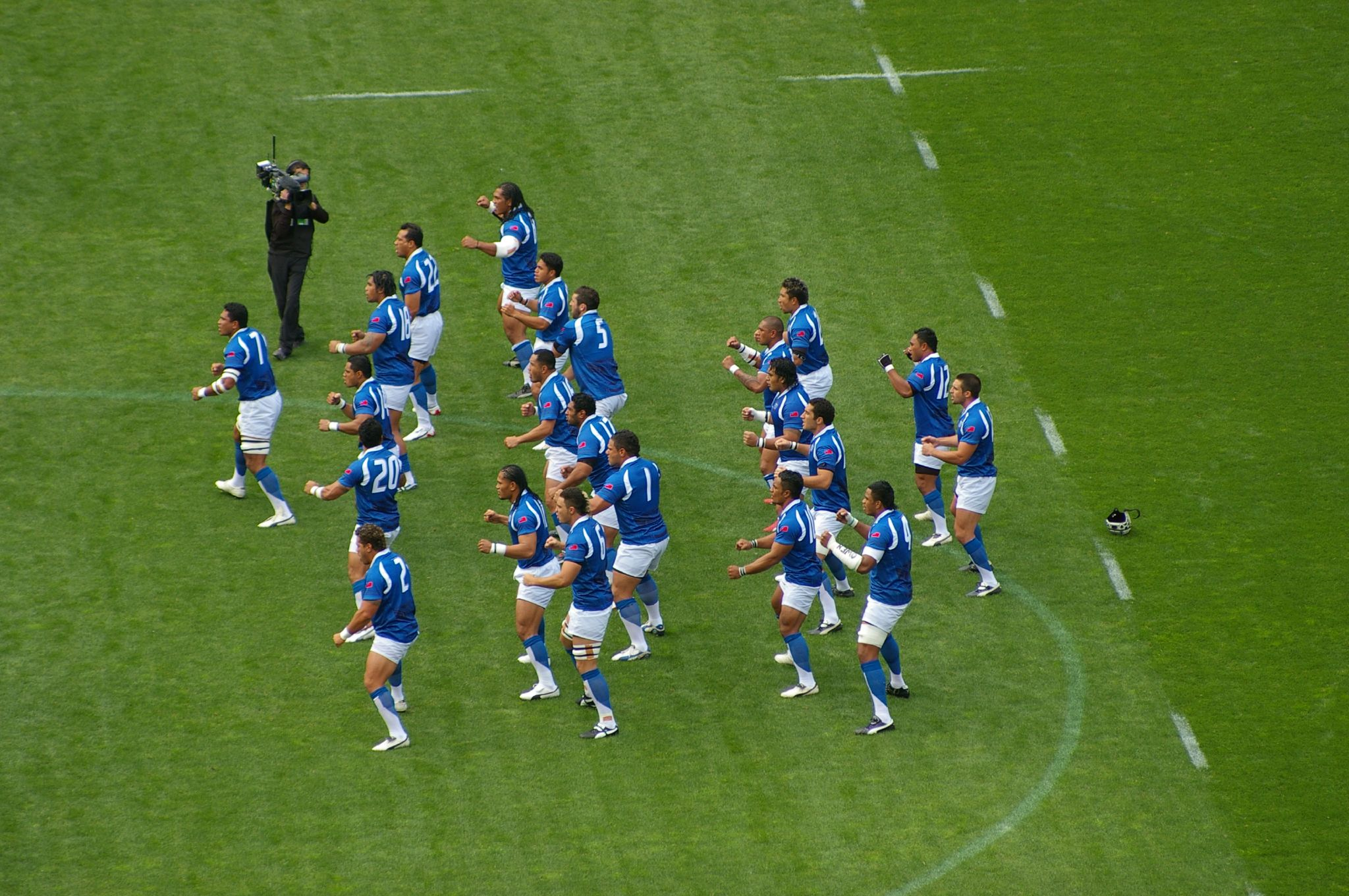
Selección de rugby de Samoa.

El rugby es el deporte principal del país que pese a ser un pequeño estado, la selección de rugby ha logrado algunos éxitos notables, particularmente en la versión de Rugby 7 ("seven"). Su presencia es muy común en los mundiales, realizando papeles no muy notorios, pero bastante aceptables siendo sus mejores puestos los cuartos de final en la Copa Mundial de Rugby de 1991 y 1995. En 2010, Samoa consiguió la Pacific Nations Cup siendo este su título nacional más importante.
Samoa ha participado en 9 ediciones de los Juegos Olímpicos de Verano, la primera presencia de la delegación samoana en estos Juegos tuvo lugar en Los Ángeles 1984. La deportista Ele Opeloge logró la única medalla olímpica del país en las ediciones de verano, al obtener en Pekín 2008 la medalla de plata en halterofilia en la categoría de +75 kg.
En fútbol, solamente se clasificó para una Copa de las Naciones de la OFC, la edición 2012 que se disputó en las Islas Salomón. La Federación de Fútbol de Samoa organiza la Liga Nacional de Samoa la cual año tras año suma más equipos, el Kiwi FC es el último campeón, aunque el Vaivase-Tai es el que más veces se proclamó campeón, lo hizo en 6 ocasiones. En 2017 un tuit de la Generalidad de Cataluña creó un lazo de amistad entre el Real Club Deportivo Espanyol y la Federación Samoana de Fútbol.
Otros deportes muy populares en Samoa son el baloncesto, el béisbol, el fútbol americano, el críquet y la lucha libre profesional.